# Preuilly-sur-Claise
Pour les articles homonymes, voir Preuilly.
Preuilly-sur-Claise est une commune française du département d'Indre-et-Loire, en région Centre-Val de Loire.

## Géographie

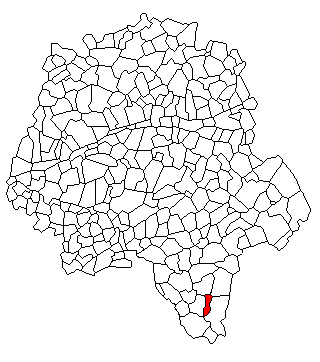
Preuilly-sur-Claise en Indre-et-Loire.

### Situation
Preuilly-sur-Claise est une commune d'Indre-et-Loire, elle appartient au canton de Descartes et fait partie de la communauté de communes Loches Sud Touraine. Le bourg de Preuilly, situé à l'extrême sud de la Touraine, aux confins du Bas-Berry (Indre) et du Poitou (Vienne), est un village d'adret qui domine la vallée de la Claise.
La commune s'étend sur 12 km2 (222e commune du département pour la superficie, 16 356e au niveau national), soit 1 200 hectares.
Selon le classement établi par l'Insee en 1999, Preuilly est une commune « périphérie d'un pôle rural ».

#### Communes limitrophes
La commune compte cinq communes limitrophes toutes situées dans le département d'Indre-et-Loire.

#### Villes les plus proches
Par la route, le village se situe à 24 km de Descartes, 30 km de Le Blanc, 34 km de Châtellerault et 35 km de Loches. Le chef-lieu du département, Tours est à 69 km et Poitiers à 71 km.

### Transports et voies de communications

#### Sentiers de randonnée

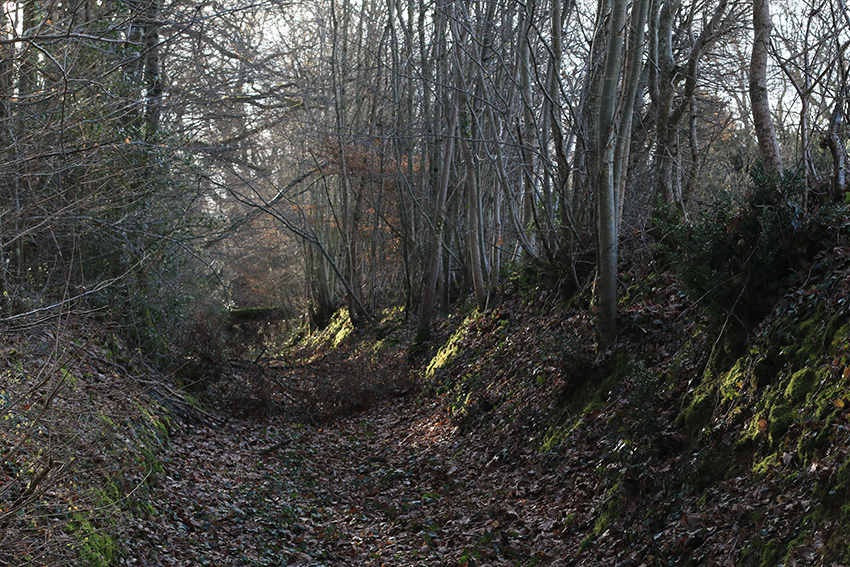
Chemin pédestre du Miloneau.

La commune est traversée par le sentier de grande randonnée de la Touraine du Sud. La municipalité a également balisé un sentier de petite randonnée sur le territoire communal de 9 km et par le sentier de grande randonnée de pays de la Brenne.
Différents parcours non fléchés offrent néanmoins une découverte intéressante des espaces boisés de la commune qu’agrémente le relief tourmenté et le beau bâti.

### Voie verte
La commune est parcourue par la voie verte du Sud-Touraine établie sur l'ancienne voie ferrée Port-de-Piles-Argenton-sur-Creuse par Tournon et Le Blanc.

#### Réseau routier
La commune est desservie par les routes départementales D725, D14, D42, D50, D104, D106 et D365. L'échangeur autoroutier le plus proche est la sortie  26 à Châtellerault Nord de l'A10 située à environ 35 km.

#### Desserte ferroviaire
La gare SNCF (TGV) la plus proche est la gare de Châtellerault.

#### Bus
La commune est desservie par le réseau de bus Touraine Fil Vert qui la relie à Tours et Ligueil par la ligne G mais également à Loches par la ligne LMA.

### Lieux-dits, hameaux et écarts
Avec son petit finage en aile de papillon, le village possède peu de hameaux et écarts. On trouve au sud de la Claise : la Berjaudière, les Blanchards, la Chatrie, les Chauvraux, les Chirons, la Grange aux Moines, Maupertuis, la Parentière, le Pontreau, Pouplouroux, la Presle, Saint Michel et la Touche. Au nord de la Claise sont présents Champeaux, les Effes, la Fichardière, la Folie, Fontbaudry, les Martinières, le Pouet, les Ragots et les Vigneaux.

### Relief
En dépit de son étroitesse, le territoire de Preuilly est marqué par des dénivellations importantes. Le cours de la Claise passe de 70 m à 67 m d'altitude à la sortie ouest de la vallée ; le plateau nord culmine à 133 m (près de la Fichardière) et 136 m (près du Verger) ; le plateau sud atteint également 136 m. De profonds ravins (30  à   35 m de dénivelé) marquent plusieurs secteurs de la commune.

Ce relief vallonné a influencé l'implantation du bourg médiéval et la position défensive du château féodal situé au sommet d'une colline.

### Géologie
Le sol de la commune est marqué par la présence d'une roche calcaire tendre, de l'époque du Turonien, appelée plus communément tuffeau. Elle a servi pendant des siècles à la construction de l'habitat (pierre de taille ou moellons).

Les plateaux sont constitués de sables argileux humides et peu fertiles. Ces bournais, pauvres et collants, ont été en partie abandonnés à la forêt (parc de Boussay).

En allant vers la vallée de la Claise, l'érosion fait apparaître les calcaires lacustres, les argiles de l'Eocène, l'argile à silex (la Presle), puis le tuffeau du Turonien supérieur (Popluru) et du Turonien moyen (bourg de Preuilly).
On trouve des calcaires fossilifères du Turonien moyen à divers endroits de la commune (Chantereine, Malvoisine, le Pouët...). Sur les bas versants de la Claise, les sols calcaires blancs sont plus favorables à la culture.

Au niveau des Vigneaux, une petite zone de sables miocènes a été conservée.

Les formations géologiques du Turonien contiennent des silex, sous forme de bancs, ou sous forme de rognons isolés. Les grandes dalles de silex du Turonien supérieur sont à l'origine de l'industrie lithique de la période préhistorique (présente dans une bonne partie de la vallée de la Claise, cette roche siliceuse est plus connue sous la dénomination de silex pressignien, en référence à la commune proche du Grand-Pressigny).

### Hydrographie

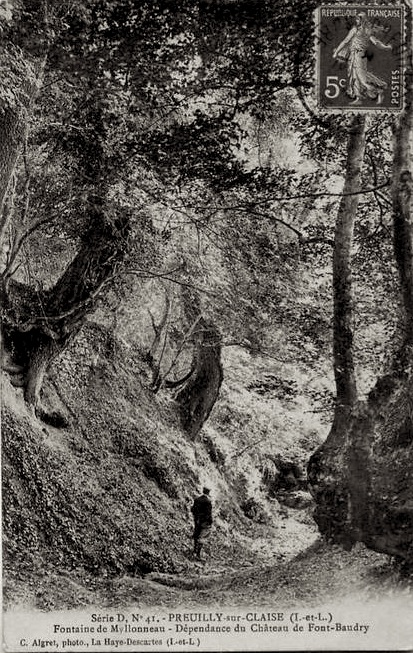
Fontaine de Milonneau donnant naissance au ruisseau.

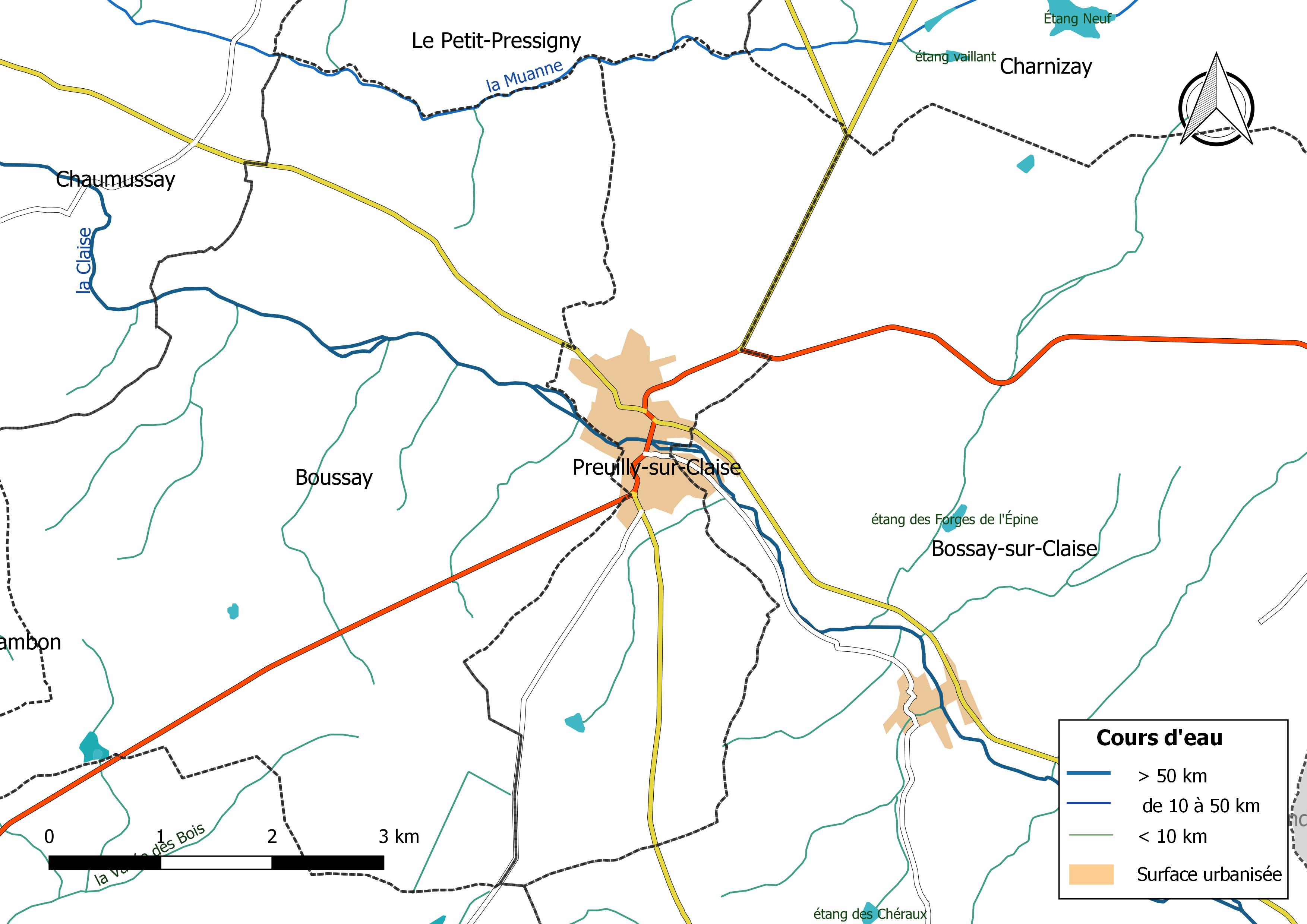
Réseau hydrographique de Preuilly-sur-Claise.

La commune est traversée par la rivière la Claise qui emprunte son territoire en son milieu, sur à peine 1 km de long. Son confluent avec la Creuse se situe près de la commune d'Abilly.
- Un affluent est le ruisseau de Milonneau, qui a sa source dans le domaine de Fontbaudry. Après avoir parcouru une courte distance, il se mélange aux eaux de la Fontaine Jourdain, et se jette dans la Claise, près du pont de la Clau, rive droite.
- Le ruisseau du Pontereau prend naissance dans le domaine de la Berjaudière, traverse la route qui conduit de Preuilly à Bossay, et va se perdre dans la Claise, sur la rive gauche de cette rivière.
- Le ruisseau La Muanne marque la limite avec Le Petit-Pressigny. Prenant sa source à Chaumussay, elle se déverse dans la Claise à Saint-Martin-d'Étableaux.

Selon la direction départementale de l'agriculture et de la forêt d'Indre-et-Loire, son territoire comporte une zone humide de plus 10 000 m2 près du hameau de la Touche.
Les pièces d'eau sont peu nombreuses et de petite taille (étang de Maupertuis, pièce d'eau de Fontbaudry, plan d'eau municipal près du camping).
Une zone humide a été répertoriée sur la commune par la direction départementale des territoires (DDT) et le conseil départemental d'Indre-et-Loire : « l'étang de la Touche »,.

### Climat
Pour des articles plus généraux, voir Climat du Centre-Val de Loire et Climat d'Indre-et-Loire.
En 2010, le climat de la commune est de type climat océanique dégradé des plaines du Centre et du Nord, selon une étude du CNRS s'appuyant sur une série de données couvrant la période 1971-2000. En 2020, Météo-France publie une typologie des climats de la France métropolitaine dans laquelle la commune est exposée à un climat océanique altéré et est dans la région climatique Centre et contreforts nord du Massif Central, caractérisée par un air sec en été et un bon ensoleillement.
Pour la période 1971-2000, la température annuelle moyenne est de 11,7 °C, avec une amplitude thermique annuelle de 14,9 °C. Le cumul annuel moyen de précipitations est de 713 mm, avec 11,4 jours de précipitations en janvier et 6,7 jours en juillet. Pour la période 1991-2020, la température moyenne annuelle observée sur la station météorologique de Météo-France la plus proche, sur la commune de Martizay à 10 km à vol d'oiseau, est de 12,4 °C et le cumul annuel moyen de précipitations est de 774,0 mm,. Pour l'avenir, les paramètres climatiques de la commune estimés pour 2050 selon différents scénarios d'émission de gaz à effet de serre sont consultables sur un site dédié publié par Météo-France en novembre 2022.

## Histoire

### Préhistoire
La commune compte plusieurs dizaines de sites attribués au Paléolithique supérieur.
Le site archéologique de la Picardie est un gisement de plein-air situé côte rive gauche (au sud) de la Claise, sur un plateau. Il date du Gravettien moyen à burins du Raysse, et plus précisément de la seconde phase du Gravettien moyen. 

Découvert dans les années 1980 par B. Walter, il est sondé en 1998 sur 5m2, en 1999 sur 9 m2 et en 2001. Des fouilles plus importantes sont réalisées en 2003 et 2008, sur 84 m2 au total. Lors du premier sondage de 1999, il a livré une riche industrie lithique homogène (13 000 pièces lithiques sont recueillies dans le seul secteur ouest des fouilles), sans burin de Noailles ; en cela il ressemble au gisement gravettien de la grotte du Renne au site d'Arcy-sur-Cure et diffère des gisements de la même époque du sud-ouest de la France. De plus il ne présente aucun outil à dos, une particularité pour ce faciès culturel. Il ne présente pas non plus de pointes de la Gravette,.

### Histoire
Preuilly (du gallo-romain Prulliacum) possède une longue histoire depuis l'époque gallo-romaine, jusqu'à la constitution du bourg actuel, sur la rive droite de la Claise, entre ses deux pôles historiques principaux, l'abbaye bénédictine et le château féodal. Pendant longtemps le bourg était entouré de remparts et de tours, défendus par des douves et percés de portes fortifiées, ce qui lui valait la dénomination de ville. Le nom de plusieurs rues en garde le souvenir. Au Moyen Âge, Preuilly avait le titre de première baronnie de Touraine et ses barons successifs jouèrent un rôle régional important, notamment dans les conflits opposant les comtes et seigneurs des provinces voisines, et pendant la guerre de Cent Ans, du fait de sa position frontalière avec les territoires sous contrôle des Anglais. Plus de 100 fiefs et cinq châtellenies relevaient de la baronnie de Preuilly, débordant des limites actuelles de l'Indre-et-Loire, dans l'Indre (par exemple Azay-le-Ferron) et dans la Vienne (cité voisine de La Roche-Posay).

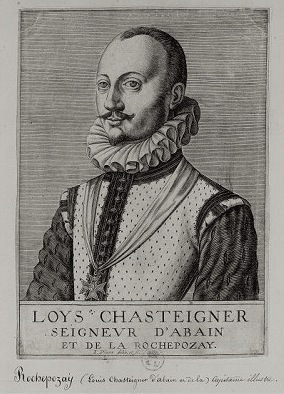
Louis Chasteigner, baron de Preuilly (1535-1595).

Preuilly possédait plusieurs paroisses, et en dehors de l'abbaye, elle accueillit la construction d'églises et de chapelles témoignant de la vitalité de la petite cité. Elle présentait également un collège où on enseignait le grec et le latin, particularité figurant alors son rang important.
Preuilly connut les vicissitudes de l'Histoire. La ville et le château furent pillés en 1369 par les soldats anglais. Bertrand du Guesclin et Jean de Bueil en donneront l’assaut en 1369, pour mettre fin à l'occupation anglaise et rendre le château à son propriétaire légitime, Eschivart VI. L'indispensable remise en état du château et de ses fortifications est effectuée dans les décennies suivantes, et cela occasionna quelques conflits à l'époque du bouillant baron Pierre Frotier.
À l'époque des guerres de religion, l'abbaye et une partie de la ville furent saccagées, particulièrement en 1562. Environ un tiers de la population s'était convertie à la religion réformée, notamment sous l'influence de Claude du Puy, veuve du baron Louis Chasteigner. Un temple protestant fut ainsi construit (1595), ainsi que la maison du pasteur (seule encore visible rue Saint-Pierre, à l'angle de la rue du Prêche).
La baronnie commença à décliner à compter du milieu du XVIIe siècle, de multiples familles (souvent illustres comme les familles d'Amboise, de Vendôme, de Crévant, Le Tonnelier de Breteuil…) se succédant à sa tête. Les barons choisirent de s'installer au château d'Azay-le-Ferron, délaissant leur vieille forteresse de Preuilly. La Révolution mit fin à la présence de moines à l'abbaye (ils n'étaient déjà plus qu'une poignée en 1789) et le château vendu comme bien national fut en grande partie démantelé.
Preuilly fut ensuite chef-lieu de district de 1790 à 1795, avant de devenir un simple chef-lieu de canton. En 1814, Preuilly a annexé la majeure partie de la commune de Saint-Michel-du-Bois, donnant un peu d'espace à son territoire devenu très exigu. Le nom de Preuilly a été porté du XVIe à la fin du XIXe siècle, avant de devenir Preuilly-sur-Claise en 1892 (afin de la différencier des communes homonymes, Preuilly-la-Ville, située dans l'Indre, et Preuilly, dans le Cher).

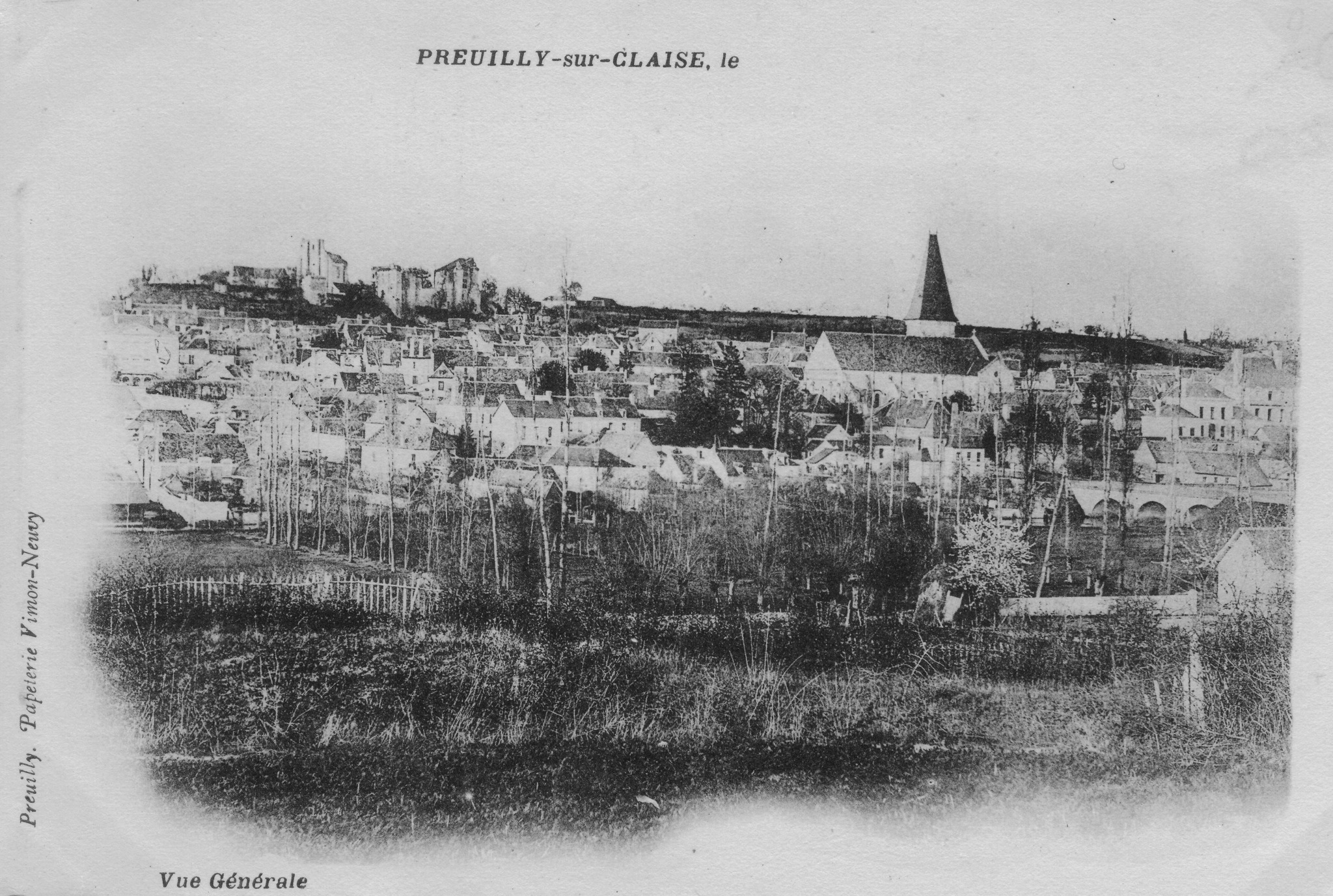
Vue générale de Preuilly vers 1900.

L'activité agricole et commerciale fut florissante au XIXe siècle, comme en témoignent les beaux hôtels particuliers et nombreuses maisons de bourg de cette époque (1830-1850). À compter de la fin du XIXe siècle, l'exode rural, puis la Première Guerre mondiale, portèrent un coup d'arrêt à la croissance démographique de la commune. Depuis la population ne cesse de diminuer, et Preuilly a perdu la moitié de ses habitants en un siècle.
Preuilly a été bombardé le 15 juin 1940, occasionnant la destruction de quelques maisons, dont une partie de l'école privée Notre-Dame, des dommages aux vitraux de l'église abbatiale et la mort de deux habitants (les époux Lefort). Entre le 27 août 1944 et le 7 septembre 1944 des dizaines de milliers de soldats allemands en retraite traversent la commune, occasionnant de fortes tensions, quelques blessés et destructions, dont la maison du garde-barrière à Malvoisine. Les avions alliés mitraillent alors activement les troupes allemandes sur la route de la Roche-Posay.

### Héraldique
| Blason de Preuilly-sur-Claise | Les armes de Preuilly-sur-Claise se blasonnent ainsi : D'or, à trois aigles éployées d'azur. Ces armes sont une référence à celles de la maison de Preuilly, qui posséda la seigneurie au Moyen Âge. |

## Population et société

### Démographie

#### Évolution démographique
L'évolution du nombre d'habitants est connue à travers les recensements de la population effectués dans la commune depuis 1793. Pour les communes de moins de 10 000 habitants, une enquête de recensement portant sur toute la population est réalisée tous les cinq ans, les populations de référence des années intermédiaires étant quant à elles estimées par interpolation ou extrapolation. Pour la commune, le premier recensement exhaustif entrant dans le cadre du nouveau dispositif a été réalisé en 2004.

En 2022, la commune comptait 1 027 habitants, en évolution de +2,39 % par rapport à 2016 (Indre-et-Loire : +1,67 %, France hors Mayotte : +2,11 %).
| 1793  | 1800  | 1806  | 1821  | 1831  | 1836  | 1841  | 1846  | 1851  |
| ----- | ----- | ----- | ----- | ----- | ----- | ----- | ----- | ----- |
| 1 635 | 1 649 | 1 587 | 1 956 | 2 131 | 2 143 | 2 264 | 2 362 | 2 374 |

| 1856  | 1861  | 1866  | 1872  | 1876  | 1881  | 1886  | 1891  | 1896  |
| ----- | ----- | ----- | ----- | ----- | ----- | ----- | ----- | ----- |
| 2 173 | 2 194 | 2 150 | 2 039 | 2 008 | 2 029 | 2 106 | 1 980 | 1 957 |

| 1901  | 1906  | 1911  | 1921  | 1926  | 1931  | 1936  | 1946  | 1954  |
| ----- | ----- | ----- | ----- | ----- | ----- | ----- | ----- | ----- |
| 1 978 | 1 926 | 2 052 | 1 785 | 1 741 | 1 700 | 1 601 | 1 629 | 1 546 |

| 1962  | 1968  | 1975  | 1982  | 1990  | 1999  | 2004  | 2006  | 2009  |
| ----- | ----- | ----- | ----- | ----- | ----- | ----- | ----- | ----- |
| 1 506 | 1 579 | 1 603 | 1 553 | 1 427 | 1 293 | 1 146 | 1 120 | 1 075 |

| 2014  | 2019  | 2022  | - | - | - | - | - | - |
| ----- | ----- | ----- | - | - | - | - | - | - |
| 1 011 | 1 004 | 1 027 | - | - | - | - | - | - |

#### Pyramide des âges
La population de la commune est relativement âgée.
En 2018, le taux de personnes d'un âge inférieur à 30 ans s'élève à 17,6 %, soit en dessous de la moyenne départementale (34,9 %). À l'inverse, le taux de personnes d'âge supérieur à 60 ans est de 55,3 % la même année, alors qu'il est de 27,8 % au niveau départemental.
En 2018, la commune comptait 458 hommes pour 546 femmes, soit un taux de 54,38 % de femmes, largement supérieur au taux départemental (51,91 %).
Les pyramides des âges de la commune et du département s'établissent comme suit.
| Hommes | Classe d’âge | Femmes |
| ------ | ------------ | ------ |
| 3,3    | 90 ou +      | 11,1   |
| 20,1   | 75-89 ans    | 23,8   |
| 28,4   | 60-74 ans    | 23,5   |
| 19,2   | 45-59 ans    | 15,2   |
| 11,8   | 30-44 ans    | 8,6    |
| 9,2    | 15-29 ans    | 7,3    |
| 8,1    | 0-14 ans     | 10,4   |

| Hommes | Classe d’âge | Femmes |
| ------ | ------------ | ------ |
| 0,9    | 90 ou +      | 2,2    |
| 7,9    | 75-89 ans    | 10,2   |
| 17,3   | 60-74 ans    | 18,1   |
| 19,8   | 45-59 ans    | 19,1   |
| 17,9   | 30-44 ans    | 17,2   |
| 18,5   | 15-29 ans    | 17,5   |
| 17,6   | 0-14 ans     | 15,6   |

## Politique et administration
La source de la liste des maires (ou administrateurs) de 1789 à 1844 est Charles Audigé.

### Intercommunalité
Preuilly était jusqu'au 31 décembre 2016 le siège de la communauté de communes de la Touraine du Sud qui regroupe 21 communes situées dans la pointe sud de la Touraine entre le Poitou et le Berry. Créée le 14 décembre 2000, elle comprenait 15 624 habitants en 2007 pour une superficie de 639,39 km², soit une densité de 24 habitants au km². Depuis le 1er janvier 2017, la commune est rattachée à la nouvelle communauté de communes Loches Sud Touraine.

### Fiscalité
| Taxe                                                | Taux appliqué (part communale) | Recettes dégagées en 2015 et en € |
| --------------------------------------------------- | ------------------------------ | --------------------------------- |
| Taxe d'habitation (TH)                              | 13,06 %                        | 154 000                           |
| Taxe foncière sur les propriétés bâties (TFPB)      | 15,36 %                        | 155 000                           |
| Taxe foncière sur les propriétés non bâties (TFPNB) | 44,16 %                        | 19 000                            |
| Taxe professionnelle (TP)                           | 0,00 %                         | 0                                 |

Le taux de la taxe professionnelle est de 0 car elle est totalement transférée à l'intercommunalité. Son taux est actuellement de 13,02 %. Cette fiscalité est inférieure à la moyenne départementale pour les communes de population équivalente (communes de 500 à 2 000 habitants) à l'exception de la taxe d'habitation. Ces taux sont en moyenne de 11,07 %, 15,42 % et 45,06 %.

### Budget de la commune
En 2015, le budget de la commune s'élevait à 1 087 000 € et son endettement à 331 000 €.
| Évolution de l'endettement (en milliers d’€) : | Évolution des dépenses d’équipement (en milliers d’€) : |

## Urbanisme

### Typologie
Au 1er janvier 2024, Preuilly-sur-Claise est catégorisée bourg rural, selon la nouvelle grille communale de densité à sept niveaux définie par l'Insee en 2022.
Elle est située hors unité urbaine et hors attraction des villes,.

### Morphologie urbaine
Le bourg de Preuilly se situe sur les deux rives de la Claise, à l'endroit où son cours est le plus étroit. La partie la plus ancienne et la plus dense du bourg se situe sur la rive droite, avec un habitat ancien, étagé, exposé au sud. Des faubourgs ont vu le jour au fil des siècles autour de la ville médiévale (Faubourg Saint-Nicolas, Faubourg de la Berruère, Bourg-Neuf, Le Petit-Village...).
Des zones ont été urbanisées à partir du début du XXe siècle (Malvoisine, Popluru, Route de Boussay, les Perrières, Cité des Tilleuls, le Rond, Gratte-Puits…). En 2012, une nouvelle zone a été aménagée à proximité du Rond, au lieu-dit La Saulaie avec l'implantation notamment de la nouvelle gendarmerie (inaugurée en 2014).

#### Logement
Le parc immobilier en 2013 est constitué de 698 logements dont 488 résidences principales (69.9 %), 98 résidences secondaires (14 %) et 113 logements vacants (16,1 %). Le taux de résidences secondaires est supérieur à la moyenne départementale de 4,4 %.
Sur les 488 titulaires de résidences principales, 75,4 % sont propriétaires et 24,6 % locataires.
Entre 1999 et 2006, le nombre de logements a diminué de 3,7 %, passant de 714 à 688, soit 26 de moins. Le parc immobilier est composé à 9,8 % d'appartements, 89,8 % de maisons individuelles et 0,4 % d'autres habitations.
Au 1er janvier 2006, la commune comptait 42 logements sociaux, soit un taux de 6,10 %.
| Évolution des logements                             | 1968 | 1975 | 1982 | 1990 | 1999 | 2008 | 2013 |
| Ensemble des logements                              | 671  | 680  | 737  | 746  | 714  | 700  | 698  |
| Résidences principales                              | 546  | 562  | 563  | 562  | 548  | 499  | 488  |
| Résidences secondaires                              | 47   | 50   | 68   | 94   | 81   | 97   | 98   |
| Logements vacants                                   | 78   | 68   | 106  | 90   | 85   | 104  | 113  |
| Nombre moyen d'occupants des résidences principales | 2,9  | 2,8  | 2,7  | 2,5  | 2,3  | 2,2  | 2,1  |

Nombre de logements

 source INSEE 

### Risques majeurs
Le territoire de la commune de Preuilly-sur-Claise est vulnérable à différents aléas naturels : météorologiques (tempête, orage, neige, grand froid, canicule ou sécheresse) et séisme (sismicité faible). Un site publié par le BRGM permet d'évaluer simplement et rapidement les risques d'un bien localisé soit par son adresse soit par le numéro de sa parcelle.

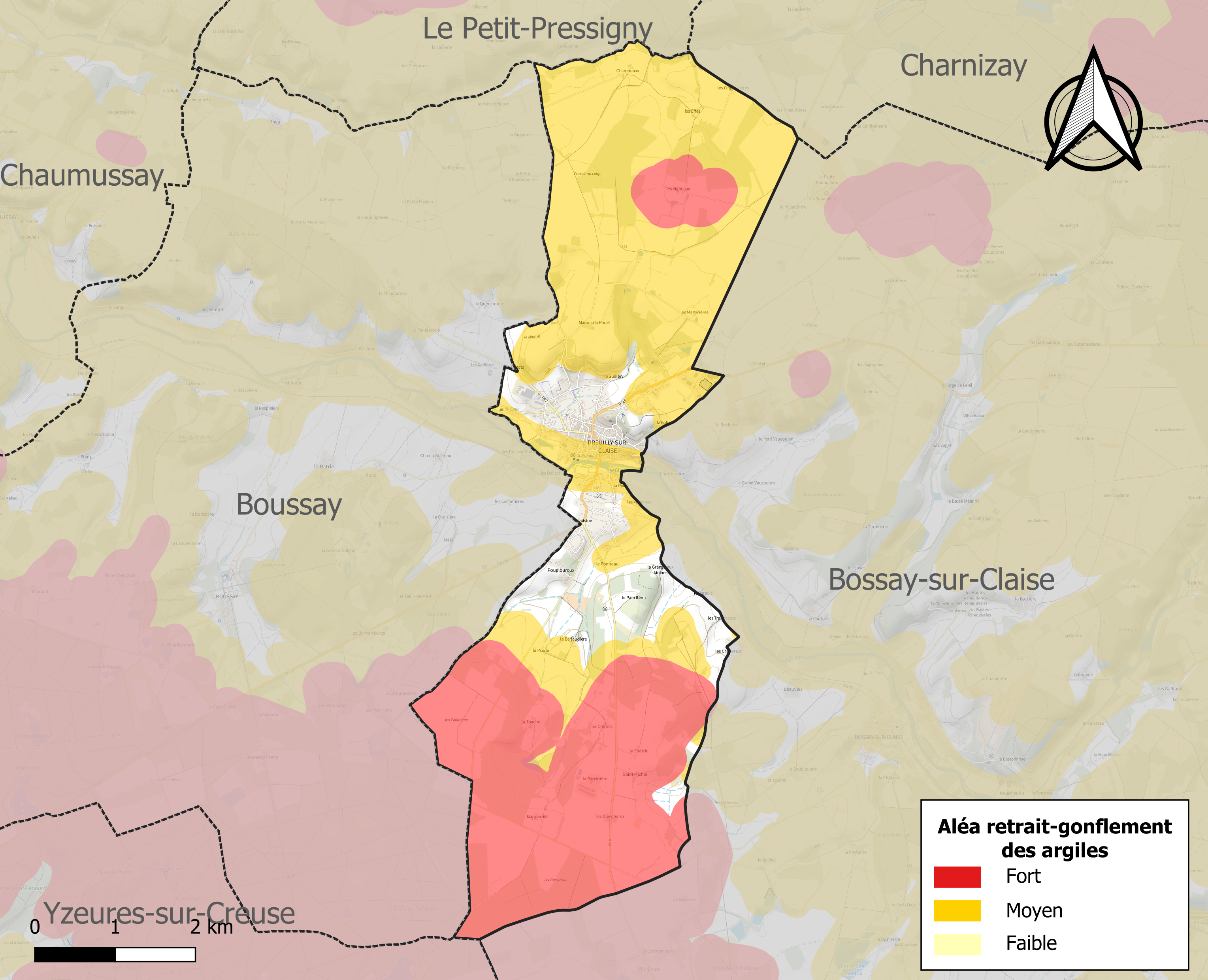
Carte des zones d'aléa retrait-gonflement des sols argileux de Preuilly-sur-Claise.

Le retrait-gonflement des sols argileux est susceptible d'engendrer des dommages importants aux bâtiments en cas d’alternance de périodes de sécheresse et de pluie. 84,1 % de la superficie communale est en aléa moyen ou fort (90,2 % au niveau départemental et 48,5 % au niveau national). Sur les 719 bâtiments dénombrés sur la commune en 2019, 217 sont en aléa moyen ou fort, soit 30 %, à comparer aux 91 % au niveau départemental et 54 % au niveau national. Une cartographie de l'exposition du territoire national au retrait gonflement des sols argileux est disponible sur le site du BRGM,.
Concernant les mouvements de terrains, la commune a été reconnue en état de catastrophe naturelle au titre des dommages causés par la sécheresse en 1990, 2003 et 2005 et par des mouvements de terrain en 1999.

## Économie

### Secteur primaire
L'agriculture représente 15,3 % de l'activité économique de la commune. Il s'agit principalement de culture céréalière et d'oléagineux, et d'élevage de bovins (charolais pour la viande, vaches laitières) et de volailles (poulets Label Rouge).
Source : Insee, CLAP (connaissance locale de l'appareil productif) au 31/12/2010.

### Secteur secondaire
L'industrie est très peu développée et représente seulement 8,2 % des entreprises de la commune. La plus importante est DTM (élaboration de gammes de produits pour loisirs créatifs).
Les entreprises de construction représentent également 8,2 % de l'ensemble des activités de la commune.
Source : Insee, CLAP (connaissance locale de l'appareil productif) au 31/12/2010.

### Secteur tertiaire
C'est le secteur d'activité le plus représenté à Preuilly. Les commerces (alimentation, artisanat...), transports et services divers (banques, pharmacie...) regroupent 49 % des entreprises. Les administrations publiques (enseignement, santé, action sociale...) représentent quant à elles 19,4 % des entreprises.
Au Moyen Âge, des quantités de safran étaient vendues lors d'une grande foire qui se tenait le jour de la Saint Luc. Depuis 1999, une foire annuelle au safran est organisée à Preuilly. L'événement, qui accueille chaque année plus d'un millier de visiteurs, rassemble des producteurs de safran, de miel, de fromages, de charcuteries, de vins et autres produits de qualité.
Source : Insee, CLAP (connaissance locale de l'appareil productif) au 31/12/2010.

## Vie quotidienne à Preuilly-sur-Claise

### Enseignement
Preuilly-sur-claise est réuni en RPI (Regroupement Pédagogique Intercommunal) depuis 2019 avec l'école d'Yzeures-sur-creuse. La répartitionn des élèves se fait comme suit : les maternelles sont accueillis dans leur école de village (une classe à Preuilly et deux classes à Yzeures), les élèves du cycle 2 (du CP au CE2) vont à l'école d'Yzeures-sur-Creuse et les élèves du cycle 3 (CM1/CM2) à celle de Preuilly-sur-Claise pour créer un lien avec le collège situé dans le même village.
Le village possède un collège public Gaston-Defferre appartenant aux Réseaux des Collèges de Preuilly-sur-Claise et du Grand Pressigny.
L'école/collège privé Notre-Dame renforce l'offre scolaire du village.
La commune relève de l'académie d'Orléans-Tours. Les écoles sont gérées par l'inspection générale de l'inspection départementale de l’Éducation Nationale de Tours.
Les lycées les plus proches sont : le lycée polyvalent Pasteur au Blanc, situé à environ 35 km au sud-est, le lycée Alfred-de-Vigny, le lycée professionnel Émile-Delataille et le lycée privé Saint-Denis à Loches, situés à environ 36 km, le lycée Marcelin-Berthelot, les lycées professionnels Édouard-Branly et Le Verger, le lycée professionnel privé Saint-Gabriel à Châtellerault, situés à environ 35 km.

### Santé
L'offre de soins sur la commune est complète : médecin généraliste, dentiste, pharmacie, opticien, orthophoniste, infirmières. Un EHPAD et un foyer-logement sont également présents dans la ville.
Les hôpitaux et les cliniques les plus proches sont à Châtellerault, à Loches et à Le Blanc.
Pour les animaux, les cabinets vétérinaires les plus proches sont à Yzeures-sur-Creuse et Pleumartin.

### Sécurité
La commune dispose d'une brigade de gendarmerie et d'un centre d'Incendie et de Secours qui compte 27 pompiers volontaires et qui effectue en moyenne 141 interventions par an.
Le territoire communal est soumis à des risques d'inondations et de mouvements de terrain.

### Services publics
Outre sa mairie, le village accueille les services d'un bureau de poste, d'un office notarial, d'une maison de pays, d'une médiathèque, d'une permanence des services sociaux du département et d'un huissier.

### Sports
Un stade et city-stade sont consacrés au football et utilisés par l'Union Sportive Yzeures-Preuilly. Aux abords du stade, on trouve 2 courts de tennis. Sont disponibles, près du plan d'eau, un parcours de santé, un terrain de pétanque, un minigolf et une piscine.
L'école primaire dispose de deux terrains de basket-ball.
Le collège public possède d'un plateau sportif servant pour l'EPS sur lequel est installé des cages de handball, 2 terrain de basket, une table de ping-pong fixe. Deux babyfoots sont laissés à disposition pour les récréations.
Le gymnase cantonal, avec sa structure artificielle d'escalade, complète l'offre d'équipements sportifs du village.
La maison communale des jeunes accueille les cours de judo, danse, de gymnastique et de yoga.

### Cultes
Preuilly dispose d'un seul lieu de culte (culte catholique) : l'abbatiale Saint-Pierre. Elle fait partie de la paroisse du Pays de Preuilly qui relève du doyenné de Loches et du diocèse de Tours.

### Vie associative
- École de musique intercommunale en Sud Touraine proposant des cours de piano, guitare et batterie
- Société Archéologique de Preuilly (association culturelle assurant la publication de la revue Les Cahiers de la Poterne, l'animation du musée de la Poterne)[52]
- APE écoles publiques (animation de la vie scolaire)
- APE écoles privées (animation de la vie scolaire)
- APE du collège Gaston-Defferre (animation de la vie scolaire)
- Amicale des pompiers
- Croix Rouge Française (antenne locale ; épicerie sociale, vêtements…)
- ADMR (soutien au développement local, aide au maintien à domicile…)
- UNRPA (antenne locale Union Nationale des Retraités et des Personnes âgées)
- Anciens Combattants
- ACRA (débat sur la vie publique, citoyenneté…)
- Association Sportive Yzeures-Preuilly (USYP - football)
- Club de tennis
- Club de handball
- Club de badminton
- Club de handball
- Club de judo
- Club de football Yzeures-Preuilly
- Club de basket (ASBP)
- Club de pétanque de Preuilly-sur-Claise
- Club de cyclisme (Cyclo Sport Val de Claise)
- Club de tir à l'arc « Les Ghostbusters »
- Association de pêche « La Brème » (fondée en 1923)

### Médias
La commune a un site Internet d'information. Elle reçoit la chaîne de télévision locale France 3 Paris Île-de-France Centre. Le quotidien La Nouvelle République relate les informations locales dans son édition d'Indre-et-Loire (Touraine Est), ainsi que l'hebdomadaire La Renaissance lochoise.
De même, une fois l'an, la municipalité édite un Bulletin d'informations municipales. L'ADSL permet d’accéder au Web à un débit de 8 Mo à 20 Mo. L'installation de la fibre est déjà en place pour certaines entreprises. Elle sera proposée fin 2020 à toute la population de Preuilly.

### Cinéma
En 2015, le réalisateur Sylvain Desclous a tourné à Preuilly-sur-Claise plusieurs séquences de son premier long-métrage de fiction, Vendeur, avec Gilbert Melki, Pio Marmaï et Romain Bouteille. Il y réalise à nouveau un moyen-métrage documentaire La Peau dure en 2018 puis un long-métrage documentaire La Campagne de France, qui sort dans les salles le 9 mars 2022 et qui retrace, entre autres, les élections municipales de 2020. En 2024, la ville sert de décor pour la ville fictive de Pouziou-Les-Trois-Galoches dans le film Les Bodins partent en vrille

## Écologie (zones protégées, faune, flore)

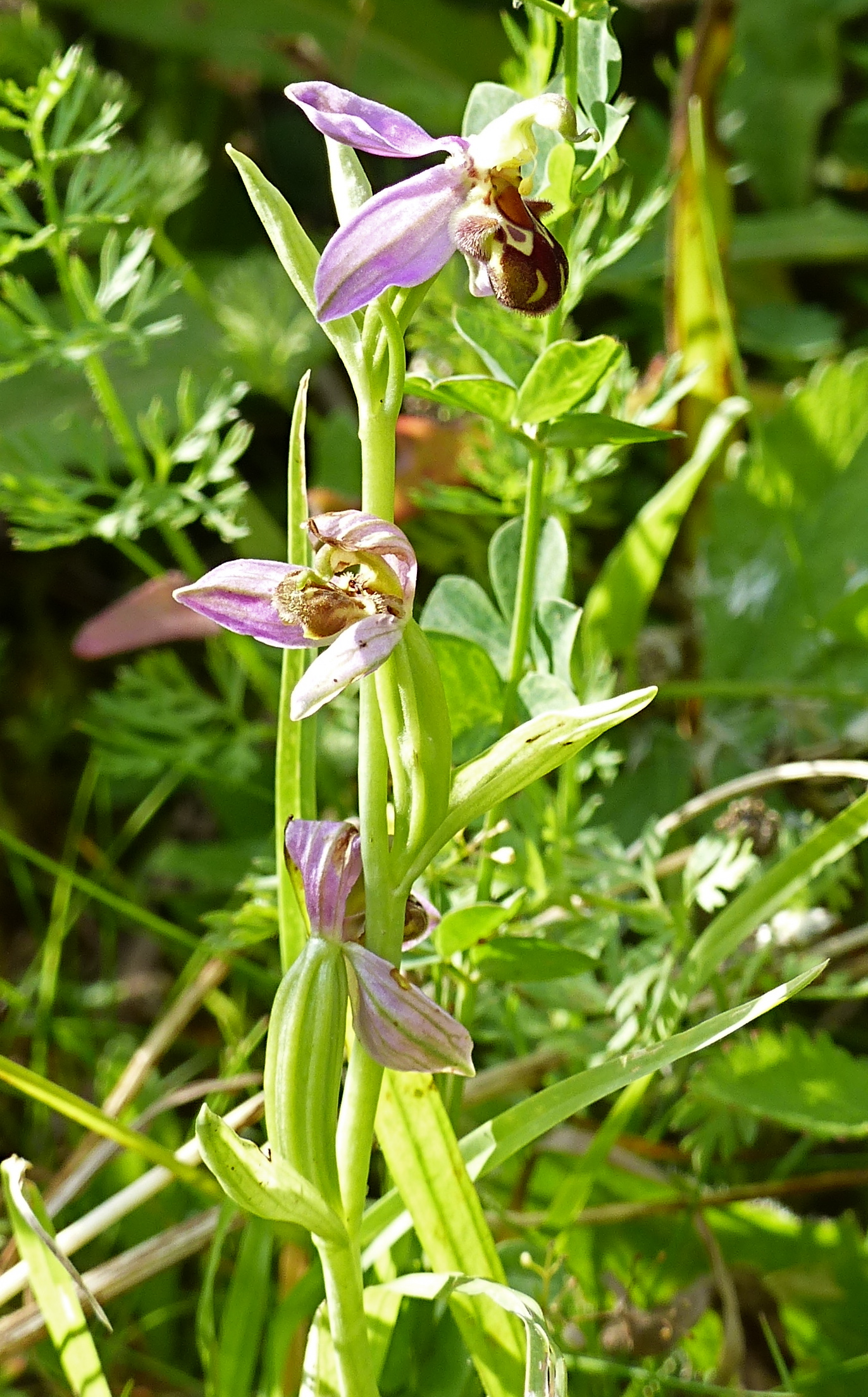
Ophrys abeille, observable en val de Claise.

Le territoire communal ne possède pas spécifiquement de Zone naturelle d'intérêt écologique, faunistique et floristique. Il est cependant intégré dans la zone naturelle d'intérêt écologique de la vallée de la Claise et de ses affluents (la Muanne, l'Aigronne...). Les pelouses calcaires de la vallée de la Claise abritent notamment de nombreuses espèces d'orchidées (Orchis, Ophrys...).
De la sortie de la Brenne à la confluence avec la Creuse, la Claise traverse en effet un plateau calcaire. Les versants de la vallée et les rebords du plateau présentent des affleurements aux expositions variées. Ces terrains déterminent un ensemble de formations thermophiles (bois, pelouses naturelles, ourlets), pour la plupart en bon état de conservation. L’intérêt de ce patrimoine naturel est multiple et concerne tous les groupes de la faune et de la flore.
Les landes de la forêt de Preuilly, forêt toute proche qui doit son nom à l'ancienne baronnie, sont également classées sous ce label et localisées sur le territoire des communes voisines (Bossay-sur-Claise, Obterre, Azay-le-Ferron, Charnizay). 

La zone est composée de trois ensembles de landes fraîches à Erica scoparia (bruyère à balais) situées à la limite de l’Indre et de l’Indre-et-Loire (au nord-ouest de Preuilly-sur-Claise). Elles appartiennent au même massif forestier et au même contexte de sols acides (bois de la Folie, allée de la Péchoire…). Plusieurs enclaves calcaires contribuent à la diversité des milieux. L’Etang Neuf recèle une population de Jonc hétérophylle, Juncus heterophyllus, très rare et protégé en région Centre. La forêt de Preuilly comporte cinq habitats marquants. Ils hébergent une trentaine de plantes déterminantes, dont deux protégées.

La nidification de l'Engoulevent d'Europe et la présence d'insectes peu communs (une dizaine d’espèces recensées à ce jour) s’ajoutent à l'intérêt de ces secteurs.

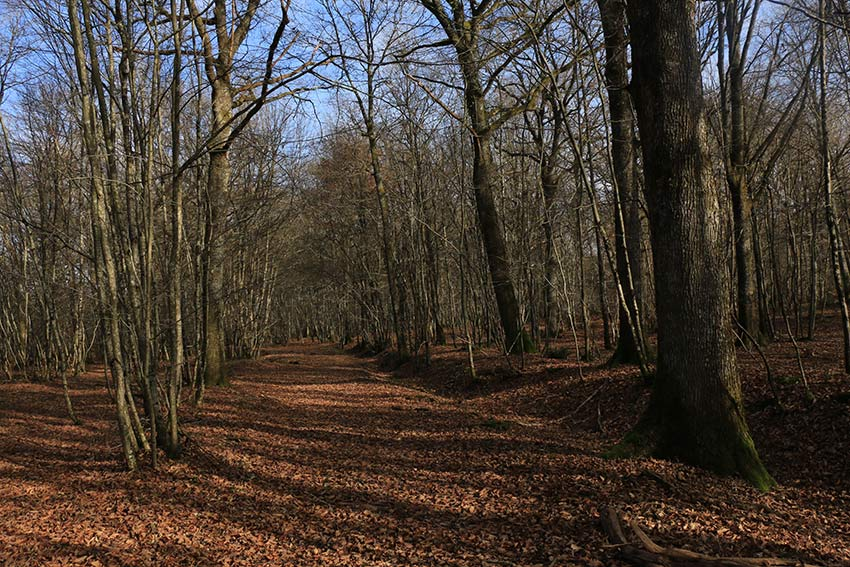
Forêt de Preuilly.

Les 240 hectares de bois de la commune sont présents principalement au sud du territoire, sur le massif forestier dénommé le Parc de Boussay.

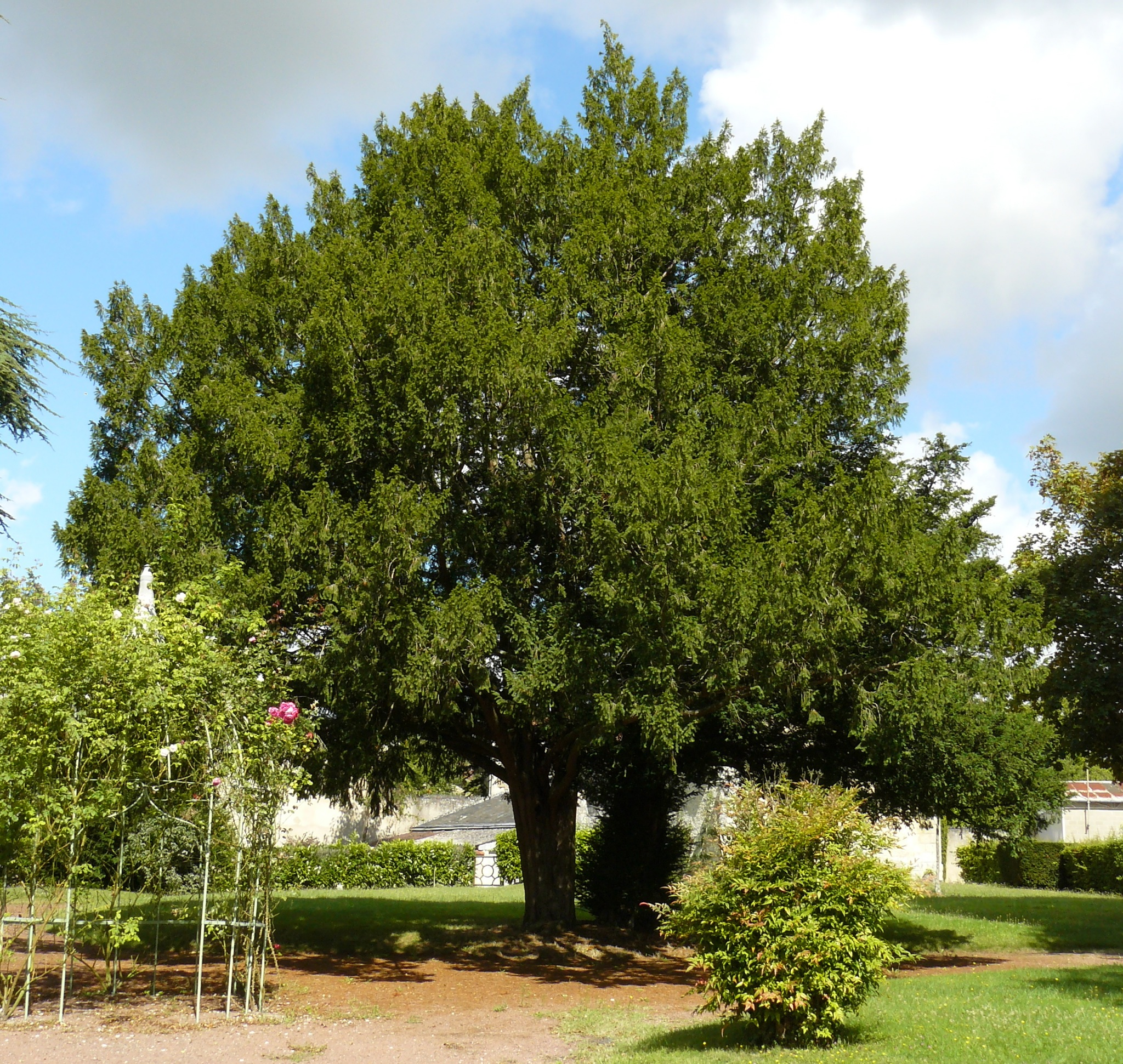
If centenaire du jardin public.

Le bourg de Preuilly comporte quelques arbres remarquables : 
- Jardin public : le petit enclos de l'ancien cimetière (route du Grand Pressigny), comporte plusieurs arbres centenaires dont un tilleul (Tilia europea), un cèdre de l'Atlas (Cedrus atlantica), un cèdre du Liban (Cedrus libanii), deux ifs (Taxus baccata), un micocoulier (Celtis australis), et deux sapins d'Espagne (Abies pinsapo). À proximité, un autre tilleul centenaire se situe à l'angle de la route de Chaumussay et de la rue des Tilleuls.
- Champ de Foire : on trouve près du bord de la Claise un remarquable ensemble de six platanes communs (Platanus x acerifolia) plantés vers 1820, de plus de 30 mètres de haut et dont les troncs ont environ 5 m de circonférence.
- Rue du Cygne : face à l'hôtel d'Harambure, au bas de la rue, il subsiste un imposant marronnier (Aesculus hippocastanum), seul survivant des trois marronniers centenaires, qui avaient valu son surnom de rue des Marronniers à cette voie.

## Tourisme
Preuilly-sur-Claise offre de nombreux chemins de randonnées traversant les espaces boisés ou longeant la Claise. Cette rivière permet la pratique de la pêche. Le peuplement piscicole de la Claise est dominé principalement par les poissons d’eaux calmes et plus particulièrement de gardons. On note également une biomasse conséquente de brèmes, de carpes, des chevesnes, goujons, barbeaux fluviatiles et hotus. Des brochets et silures.
- Visite de l'abbatiale Saint-Pierre de Preuilly

Son plan cruciforme et son développement procèdent du plan dit bénédictin. Cette église abbatiale constitue un édifice majeur de l’art roman, tant pour son originalité du développement de son architecture que par sa qualité de richesse en matière de sculptures. Classée monument historique, datée du XIIe siècle, elle a été au fil du temps remaniée au XVe siècle puis profondément restaurée au XIXe siècle. Le clocher reconstruit à la suite de son effondrement a été doté d'une flèche recouverte de tuiles vernissées dans un goût qui rappelle les toitures des hospices de Beaune, insolite pour la région. Les sculptures des chapiteaux sont dues aux ciseaux de Denis et à son atelier.
Des visites guidées sont organisées régulièrement par la société archéologique tout au cours de l'année.
Un ensemble de bâtiments conventuels au sud de l’abbatiale, restent encore visibles : le logis de l’abbé, le cloître et le moulin de l’abbaye. En outre l’abbatiale est riche de nombreux chapiteaux historiés, environ trois cents, dont plus d’une centaine peuvent être qualifiés d'originaux.

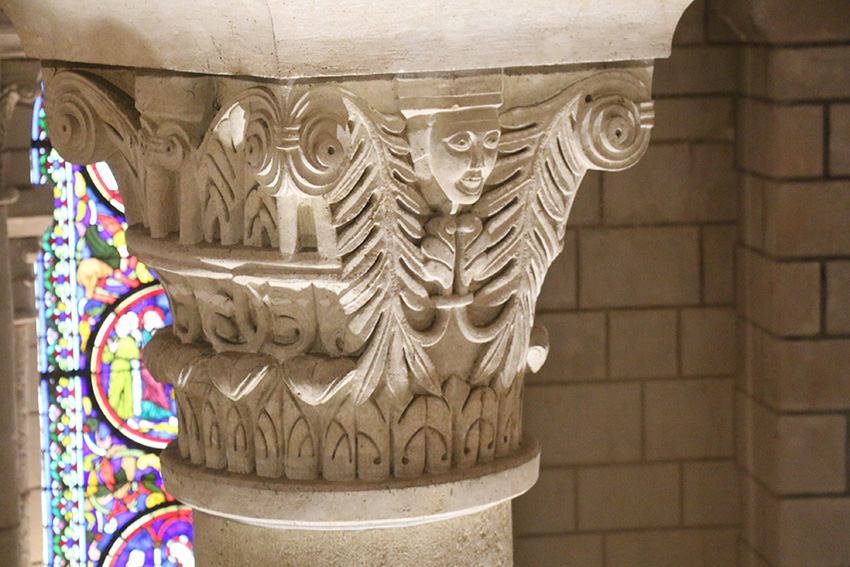
Chapiteau de l'abbatiale Saint-Pierre.
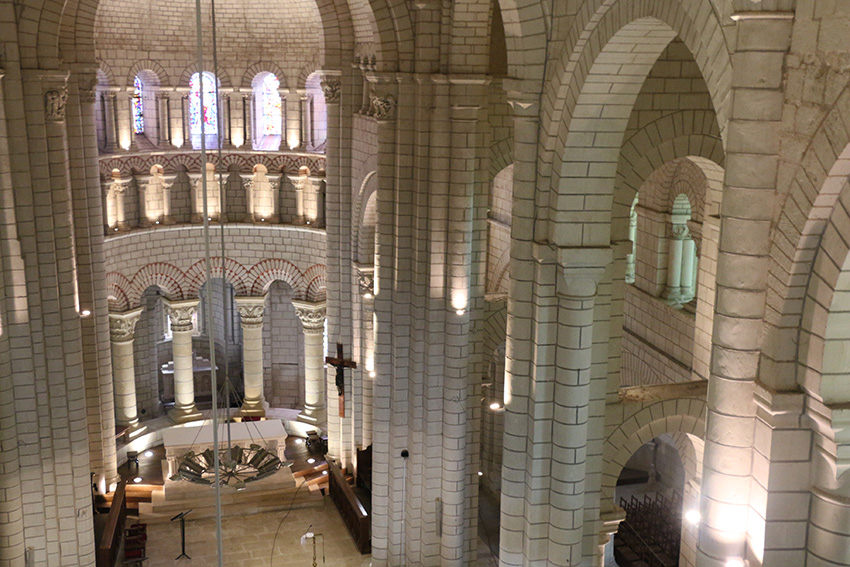
Abbatiale Saint-Pierre.

- Château du Lion

Le château actuel a été reconstruit sur les ruines de l’ancien château féodal au début du siècle dernier. Non visitable
Il subsiste des éléments de la collégiale Saint-Mélaine notamment le clocher porche.
- Musée de la Poterne

La Poterne (XIVe) de l’imposante forteresse abrite aujourd’hui le musée d’histoire locale et de traditions populaires : sont présentés de très précieux vestiges archéologiques, d’outils de silex tous recueillis sur le site de Preuilly et ses environs. Une salle entière est dédiée aux belles broderies et dentelles tourangelles. L’histoire s’allie ici à l’art et laisse place aux traditions populaires. Des visites sont organisées au cours de l'été.

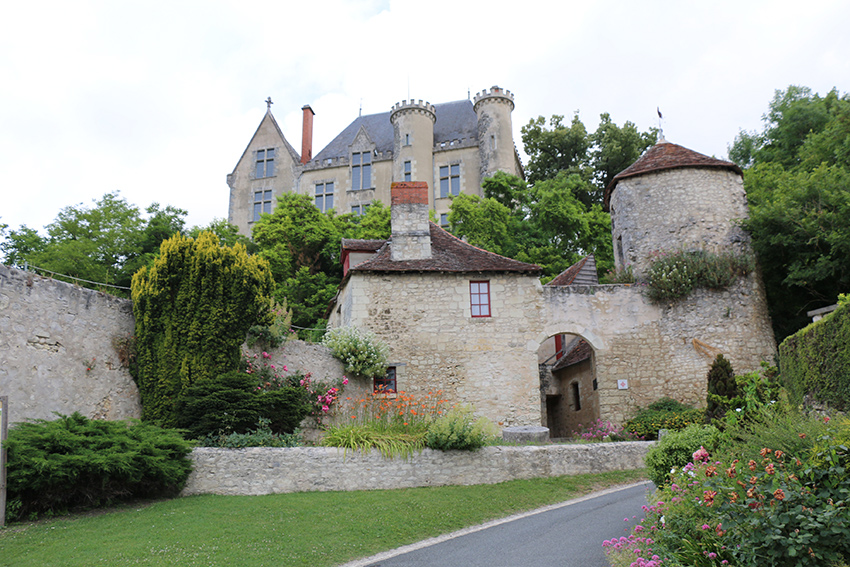
Musée.
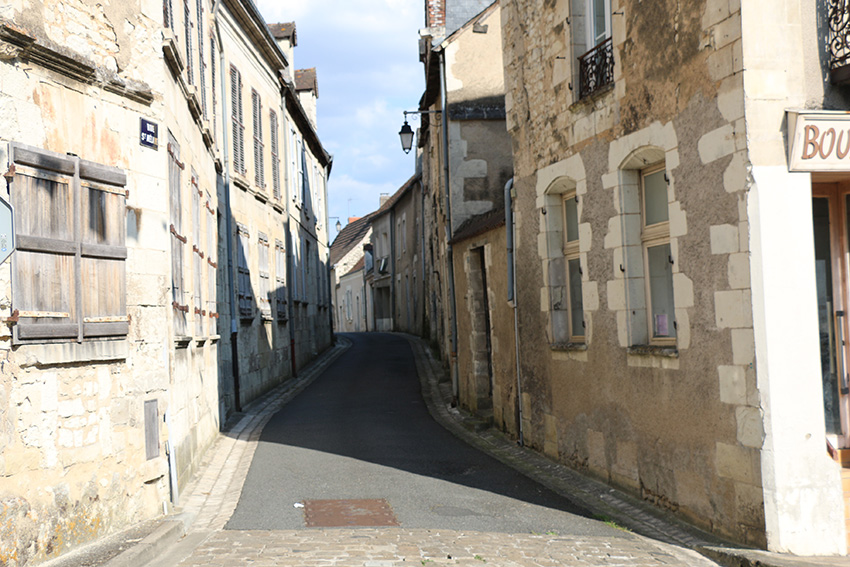
Vieille rue.
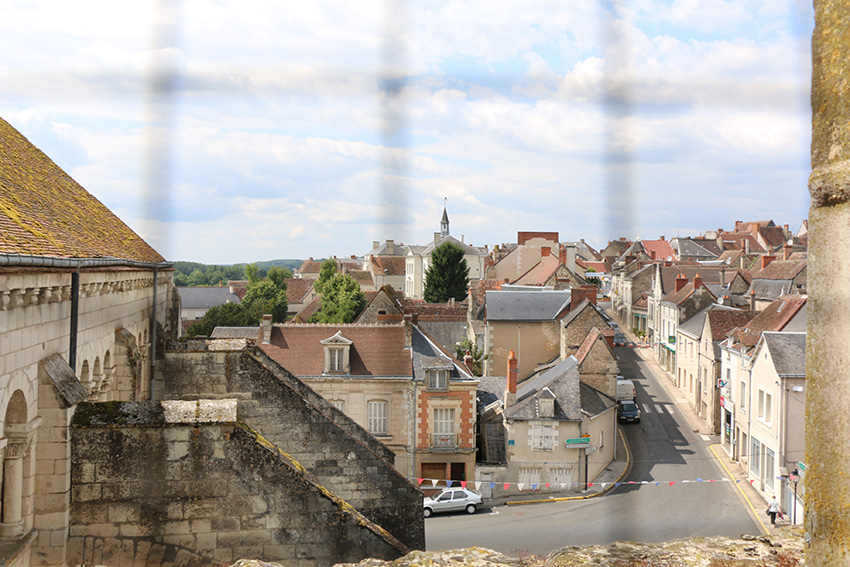
Le bourg.

- Sentier de Bourg

Le parcours architectural s’ouvre à l’histoire. Les maisons et les lieux où vous évoluerez, dont beaucoup de bâtiments sont classés monuments historiques, retrace une promenade au fil des siècles. Le relief accidenté de la commune, ses rues étroites parsemées de demeures des XVIIe et XIXe siècles font de Preuilly-sur-Claise un lieu de promenade.
Sont visibles par ailleurs à Preuilly un certain nombre de demeures de caractère dont certaines du XVe siècle. Entre autres l’hôtel de la Rallière, l’église Notre-Dame des Echelles, l’hôtel d’Harambure, le château de Fontbaudry, le manoir du Pouët, l’église de Tous-les-Saints avec son jardin public.
Vous pouvez vous procurer le dépliant « sentier de bourg - promenade au fil des siècles » auprès de la maison de pays ou de la mairie de Preuilly.
- Sentiers pédestres

Plusieurs sentiers de randonnées sont proposés au départ du village qui cheminent essentiellement sur le territoire  de la commune.
- La forêt de Tours Preuilly

Plusieurs circuits sont organisés et balisés. Le plus important celui dit « des Arboretums » vous fait parcourir environ 12 km  (à partir de l’étang de la Ribaloche)  En parcourant ce sentier, les différents aspects de la forêt s’offrent à vous. Aux abords de l’étang Neuf, un observatoire ornithologique. Votre chemin croise également un alignement de 150 espèces de pommiers et un autre planté d’une vingtaine de variétés de châtaigniers.
Gérée par l’ONF, la forêt de Tours-Preuilly concilie la production de bois de qualité, la préservation des milieux naturels et des paysages, et l’accueil du public pour une promenade découverte.
La diversité du paysage est due aux essences diversifiées. Les feuillus couvrent deux tiers de la surface de la forêt. Ils sont composés essentiellement de « chênes sessiles », accompagnés de « châtaigniers », de « hêtres » et de « charmes ». D’autres essences feuillues sont présentes : le chêne rouge d’Amérique, récemment introduit, l’alisier torminal, le merisier, le sorbier des oiseleurs, le tremble, le saule, le bouleau, l’érable champêtre, le frêne… Trois espèces de pins composent les peuplements résineux : le pin maritime, le pin laricio et le pin sylvestre.
La diversité du biotope permet à la forêt de Tours-Preuilly d’accueillir une faune variée : cerfs, chevreuils, sangliers, pour les plus grands animaux, mais aussi renards, lièvres, martres et écureuils… Vivent également en forêt de nombreuses espèces d’oiseaux : des passereaux aux rapaces en passant par les faisans, les pics, les pigeons ou les bécasses. Les abords des étangs offrent de leur côté, un habitat aux hérons cendrés, foulques, poules d’eau et à diverses espèces de canards. Sur les berges humides des étangs, ou sur un chemin de terre, vous observerez sans doute des empreintes, laissées par les grands animaux.
Récemment deux labyrinthes ont été créés afin de faire découvrir de façon ludique les richesses de cette forêt au cours de deux parcours pédagogiques ; l’un est destiné aux enfants, l’autre aux adultes.

## Lieux et monuments

### Culture

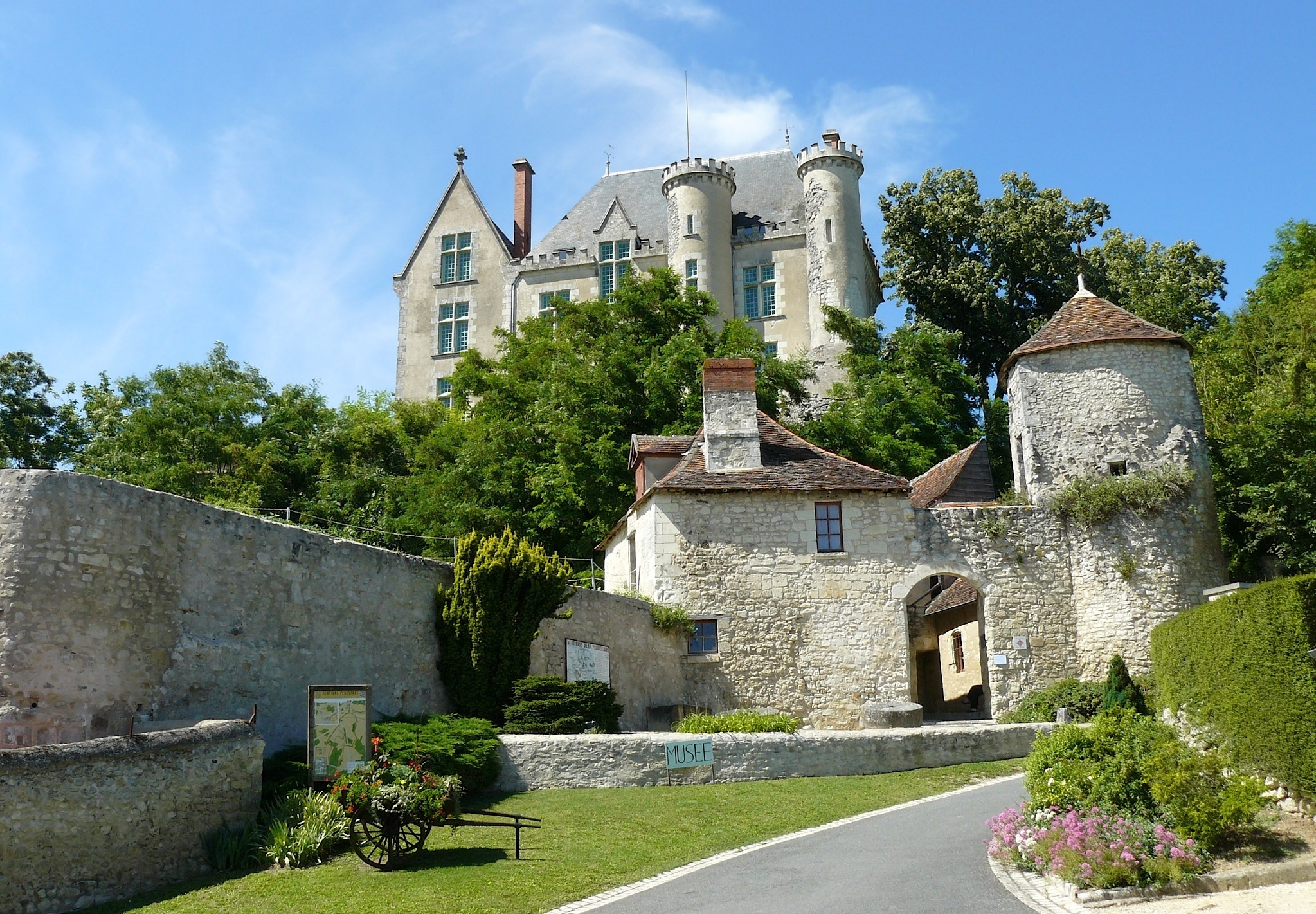
Musée de la Poterne, au pied du château.

- Musée de la Poterne : préhistoire (collections de silex taillés), archéologie gallo-romaine, art roman, histoire locale, arts et traditions populaires, coiffes et dentelles tourangelles.

Dans le site de l'ancienne poterne du château féodal, inscrite comme Monument Historique, ce musée permet de découvrir la riche histoire de la ville de Preuilly et de cette partie de la Touraine du sud.
- Médiathèque de Preuilly-sur-Claise (14 bis, route du Grand-Pressigny).

### Vestiges préhistoriques et antiques
- Outils préhistoriques en silex, découverts dans différents sites de la vallée de la Claise.
- Vestiges du pont romain de la Clau.
- Traces de la villa gallo-romaine du Mireuil.

### Architecture civile
- Ruines du château féodal, XIIe et XVe siècles.
- Ancienne poterne du château féodal du XIVe siècle et XVe siècle qui a abrité une prison (inscrite comme Monument Historique depuis 1971)[57].
- Château du Lion, reconstruit au début du XXe siècle sur les ruines de l'ancienne forteresse, de style néogothique.
- Château de Fontbaudry, XIXe siècle, de style néo-classique (inscrit comme Monument Historique depuis 1963).
- Château de la Berjaudière, XIXe siècle.
- Château de Malvoisine, XXe siècle.

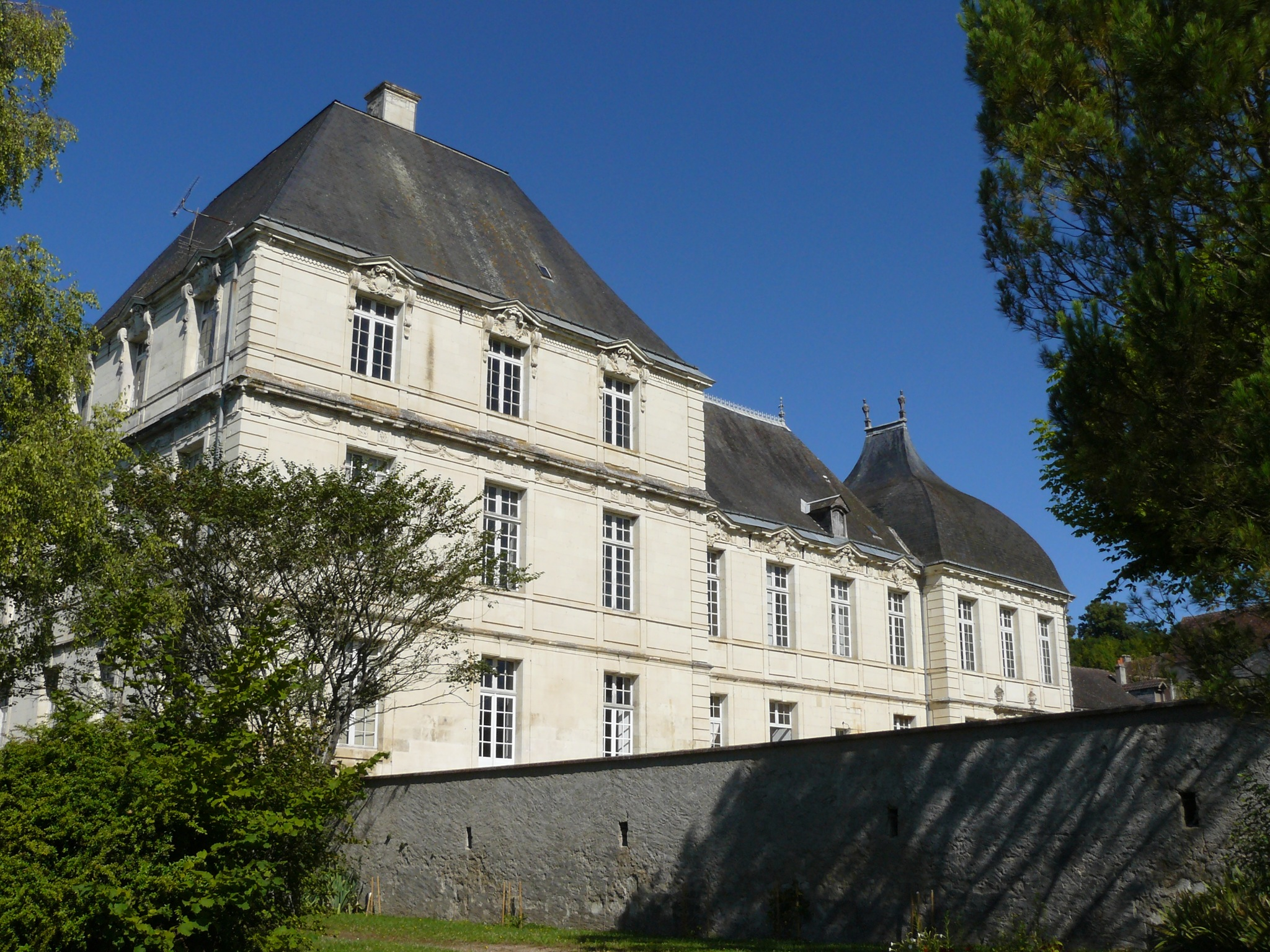
Château de la Rallière, ancien hospice.

- Château de La Rallière ou hôtel de la Rallière, XVIIe siècle (inscrit comme Monument Historique depuis 1942) qui fut l'hospice Dauphin pendant près de 150 ans[58].
- Maisons de la rue des Pavillons, construites au XVIIe siècle (ensemble de sept « pavillons » accolés, construits par le sieur de la Rallière, Samuel Gaudon. L'architecture est dans l'esprit de celle qui présida à la construction de la ville de Richelieu).
- Hôtel de ville (mairie de Preuilly), ancien hôtel particulier de la famille Fumey du XIXe siècle construit vers 1840.
- Ancien hôtel de ville, situé rue Saint-Pierre, ancien presbytère protestant du XVIe siècle (inscrit comme Monument Historique depuis 1929).
- Maison Renaissance, façade en arc de cercle, du XVe siècle et XVIe siècle, à l'angle des rues Notre-Dame et Saint-Mélaine, près de l’ancienne église Notre-Dame-des-Échelles.
- Vestiges supposés de l'ancien collège de Preuilly, XIVe et XVIe siècles, rue Chaumont-Patin.
- Hôtel de La Mothe, place de l'Abbaye, construit au début du XVIIIe siècle (inscrit comme Monument Historique depuis 1941). Il s'agit de l'ancien hôtel Mestivier des Minières, utilisé également comme presbytère au début du XXe siècle.
- Hôtel d'Harambure, rue du Cygne, du XVIIe siècle et XVIIIe siècle.
- Manoir du Pouët, construit au XVIe siècle, ancien fief de la baronnie de Preuilly (inscrit comme Monument Historique depuis 1984).
- Ancien moulin dit de l'Abbaye, XIXe siècle.
- Anciennes maisons canoniales, XVe siècle-XVIIIe siècle, près de l'abbatiale Saint-Pierre.
- Ancien grenier à sel du XVIIe siècle, rue Saint-Pierre.

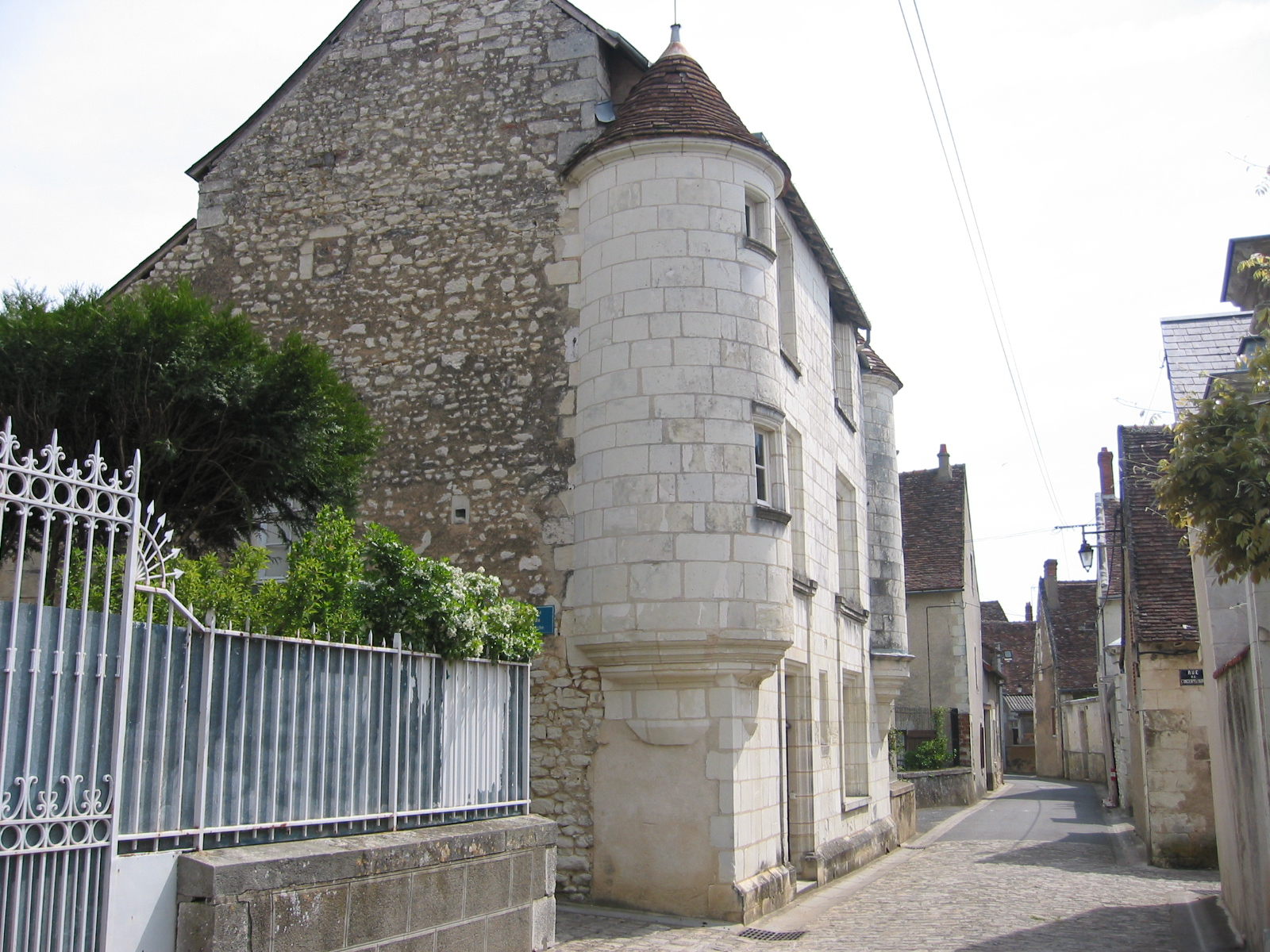
L'ancien hôtel de ville (1596), rue Saint-Pierre.
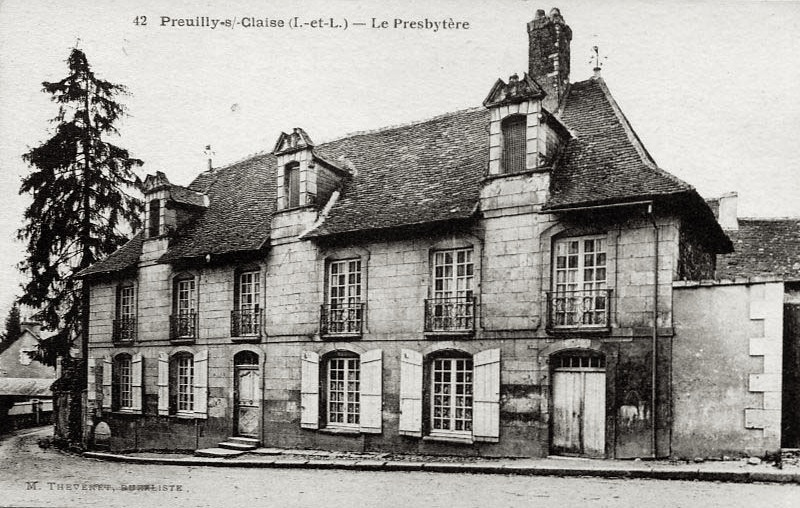
Hôtel Mestivier des Minières - ancien presbytère.
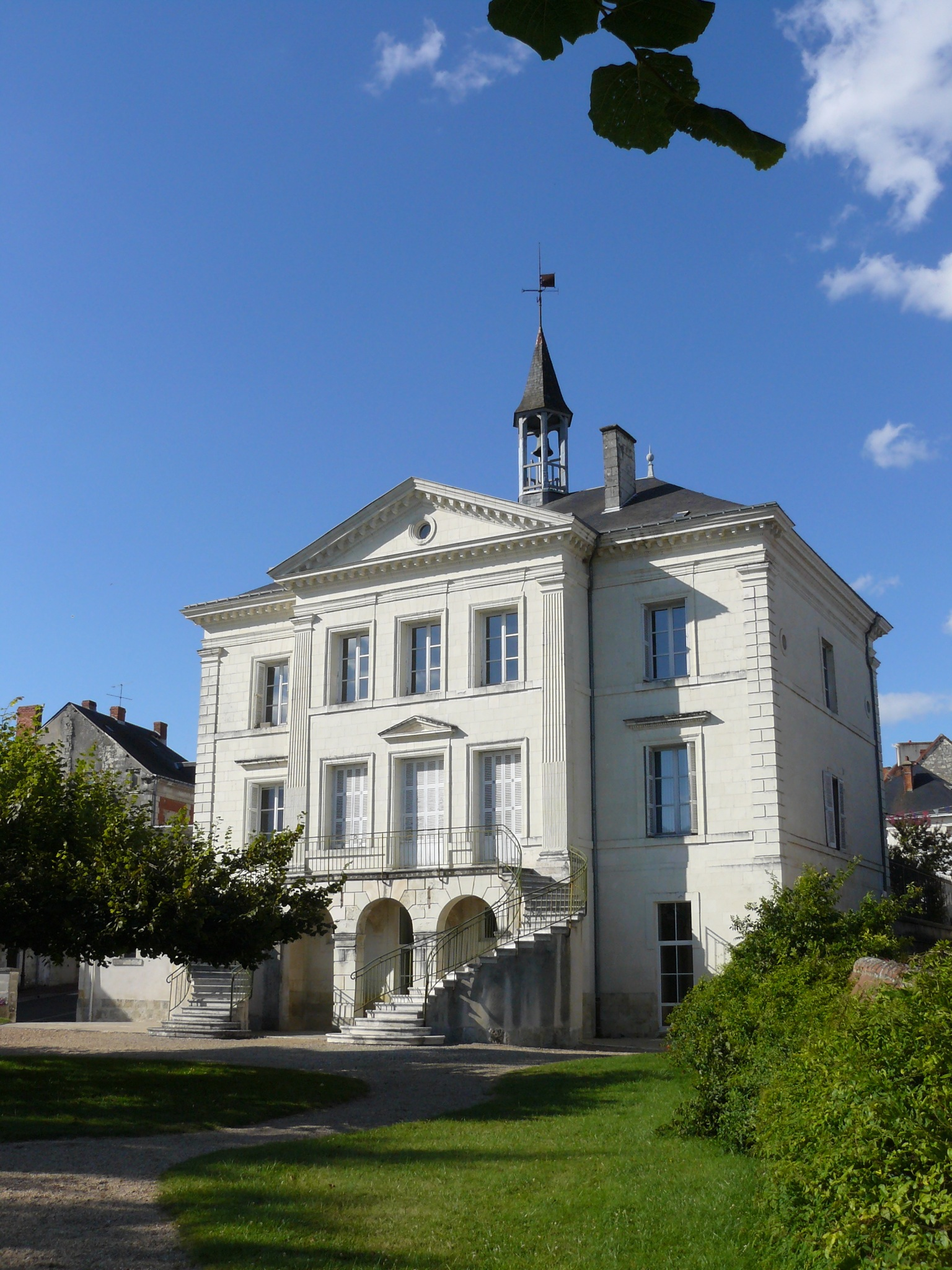
Hôtel de Ville de Preuilly, ancien hôtel Fumey.
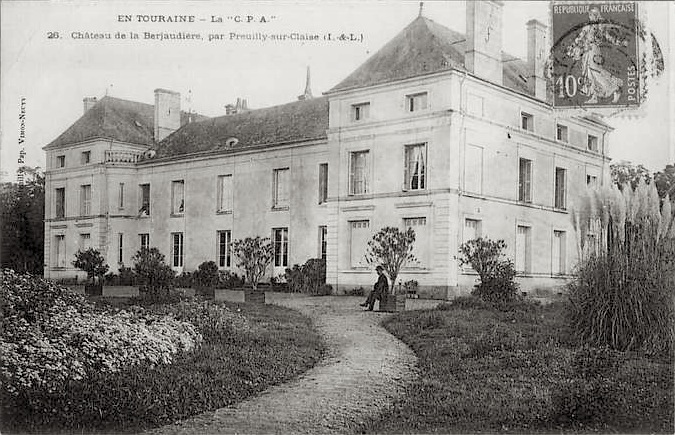
Château de la Berjaudière.

### Architecture sacrée
- Église abbatiale Saint-Pierre, ancienne abbatiale bénédictine du XIe siècle et XIIe siècle, remaniée au XVe siècle et profondément restaurée au XIXe siècle (classée Monument Historique depuis 1840).

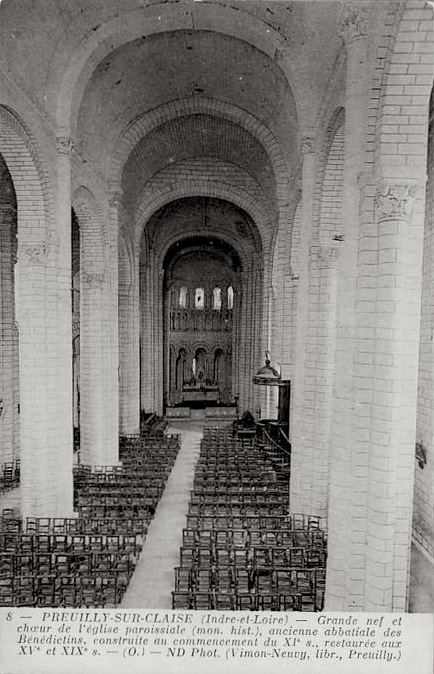
Nef de l'église Saint-Pierre ex-abbatiale.

L'abbaye Saint-Pierre, et en particulier son abbatiale, est sans conteste le monument majeur de Preuilly-sur-Claise.
Effroy, seigneur de Preuilly et de La Roche-Posay fonda cette abbaye de bénédictins en 1001. Sa construction fut approuvée par le roi Robert II Le pieux en 1012. Elle fut alors consacrée par Archambauld de Sully, archevêque de Tours et mise sous invocation de saint Pierre.
Les reliques de saint Melaine furent placées dans une chapelle latérale qui lui était dédiée, et son corps mis dans une châsse d'argent. Par la suite, les reliques furent partagées avec plusieurs églises de l'Ouest de la France ; la châsse fut prise à la Révolution et les restes, dont le crâne, conservés. L'effondrement du clocher de l'abbatiale anéantit la chapelle Saint-Melaine.
L'édifice a ensuite été considérablement restauré et remanié au XIXe siècle, notamment quand le clocher s'effondra en 1867. Il fut reconstruit en 1873, avec l'adjonction d'une haute flèche, comportant une couverture de tuiles vernissées, dans un goût proche des toitures des hospices de Beaune, ce qui ne laisse pas d'être surprenant et insolite pour la région. Les vitraux datent des XIXe et XXe siècles.
C'est un édifice majeur de l'art roman, à la fois par l'originalité du développement de son architecture et par la qualité et la richesse de sa sculpture (notamment celle de chapiteaux historiés). En 1846, il fut remarqué par Charles Audigé et Constant Moisand, dans leur ouvrage intitulé Histoire de la ville et du canton de Preuilly, et à travers la notice archéologique de l'abbé Bourassé. Charles Huysmans, suivant d'autres auteurs, a fait remarquer les particularités de son plan, où l'axe de la nef ne correspond pas à celui du chœur, l'absidiole centrale imitant selon lui la tête penchée du Christ sur la croix.

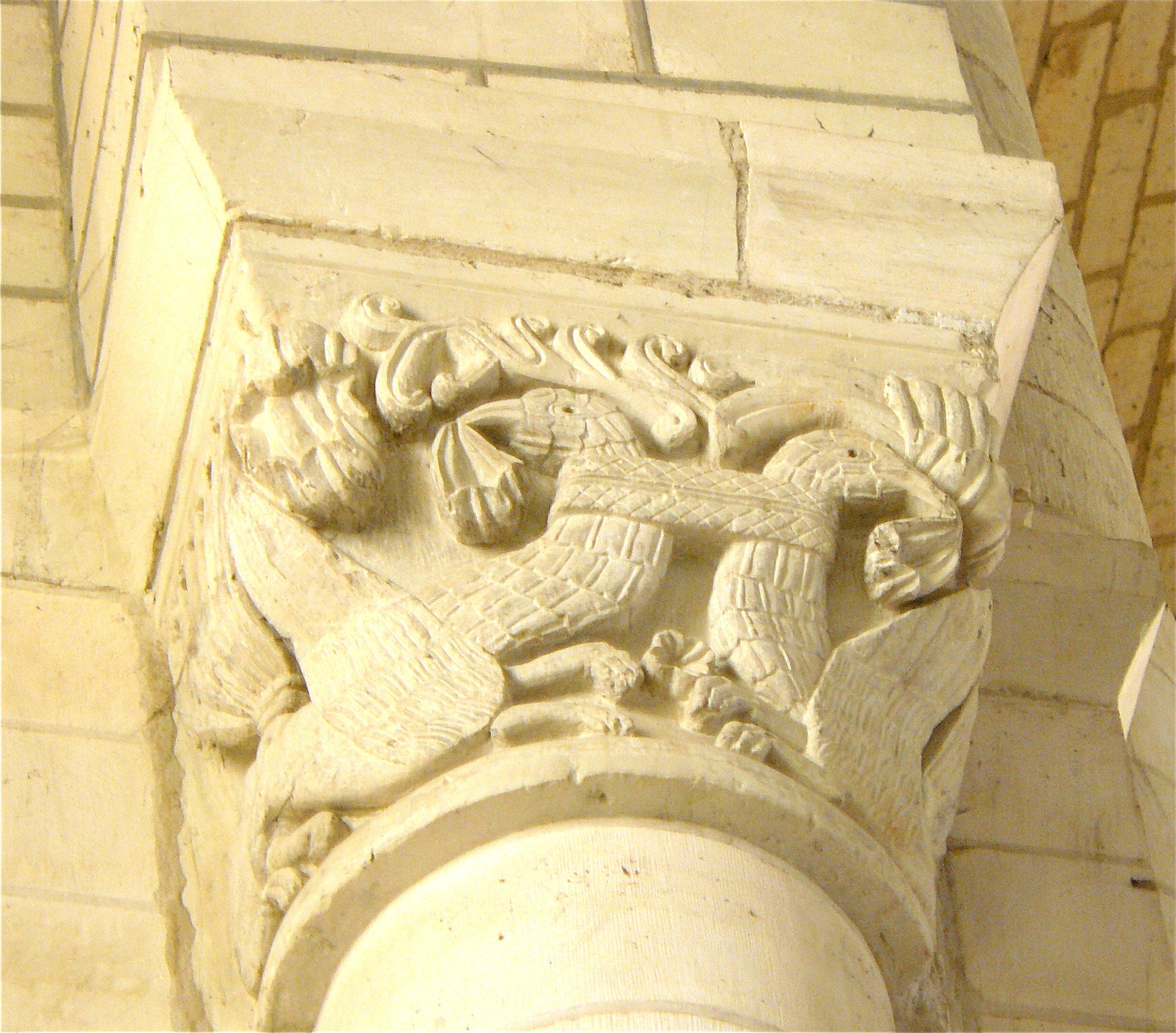
Chapiteau de l'abbatiale Saint-Pierre.

L'église abbatiale faisait partie à l'origine d'un monastère bénédictin et présente à cet égard de fortes ressemblances avec l'abbaye Notre-Dame de Fontgombault. Les bâtiments, situés sur le terrain au sud de l'abbatiale, ont été vendus à des particuliers à la Révolution et sont en partie encore visibles : logis de l'abbé (face à la Claise), vestiges du cloître (presbytère, dans le prolongement du transept sud), moulin de l'abbaye (près du vieux-pont).
Aujourd'hui église paroissiale, l'imposant édifice religieux est incontournable au centre de la bourgade. L'éclairage de l'église Saint-Pierre a été réalisée par l'agence de conception lumière Neo Light.
- Ancienne église Notre-Dame-des-Échelles, XIe et XIIIe siècles et XVe siècle (inscrite comme Monument Historique depuis 1987). L'église paroissiale vendue comme Bien National à la Révolution a connu ensuite de multiples vocations.
- Vestiges de l'église Saint-Mélaine, XIIe siècle (inscrite comme Monument Historique depuis 1927) : le corps de saint Melaine y fut placé en sureté au moment des invasions normandes. Il fut ensuite transféré dans l'abbatiale Saint-Pierre. L'église castrale, devenu paroissiale, fut partiellement détruite à la Révolution par un entrepreneur mandaté pour utiliser les matériaux des « fortifications » du château et de la ville pour produire du salpêtre. Il subsiste une large partie du clocher-porche, dans l'enceinte du château du Lion.
- Chapelle de Tous-les-Saints, XVe siècle (inscrite comme Monument Historique depuis 1953), située à l'angle du jardin public (ancien cimetière), et qui abrite une rare danse macabre.
- Vestiges de l'église Saint-Nicolas, XIIe siècle, façade visible dans le faubourg du même nom. Un remarquable chapiteau dit des Sonneurs d'Olifant, provenant de cet édifice, est visible au musée de la Poterne.

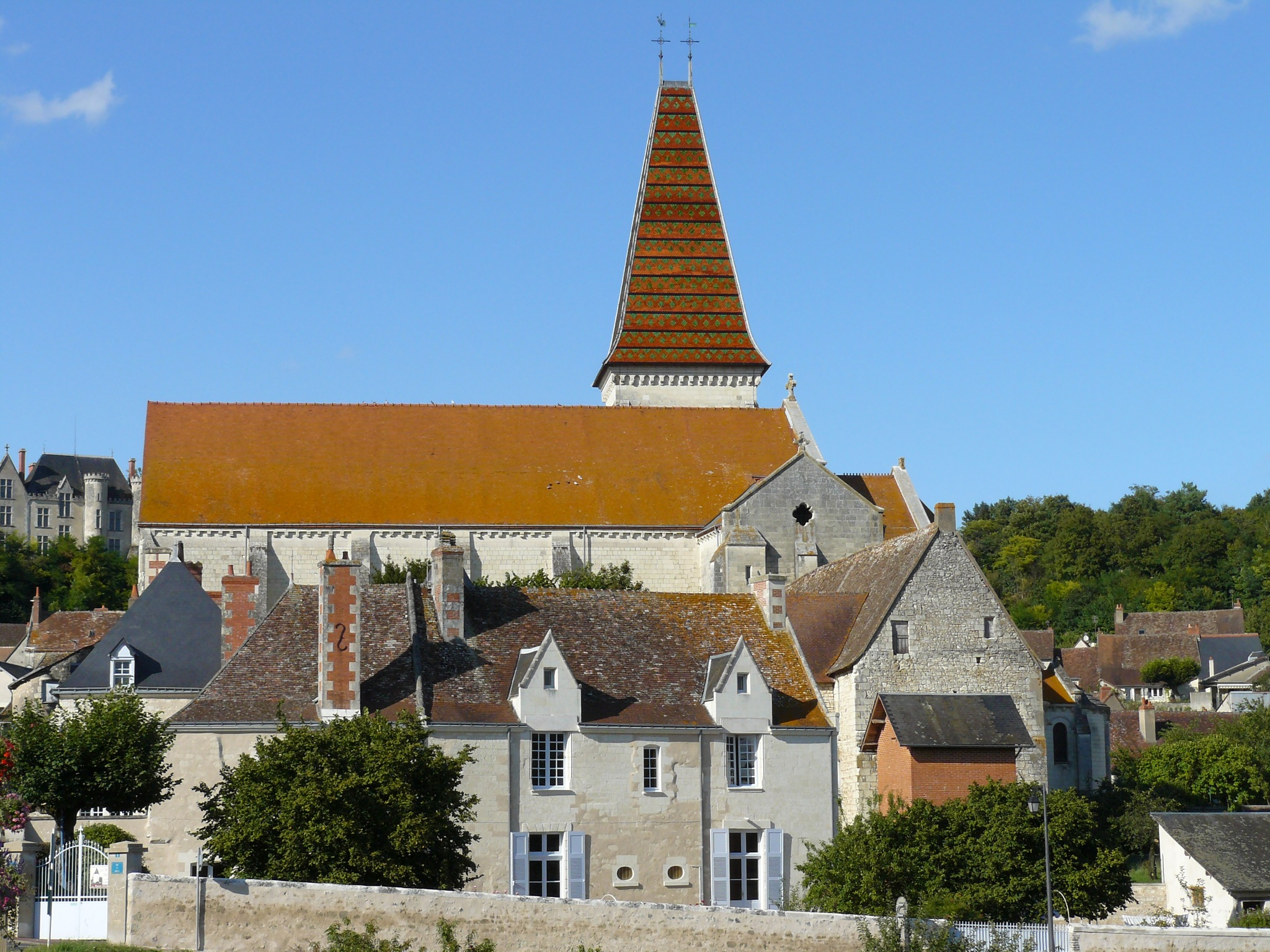
Vue de l'abbaye Saint-Pierre.
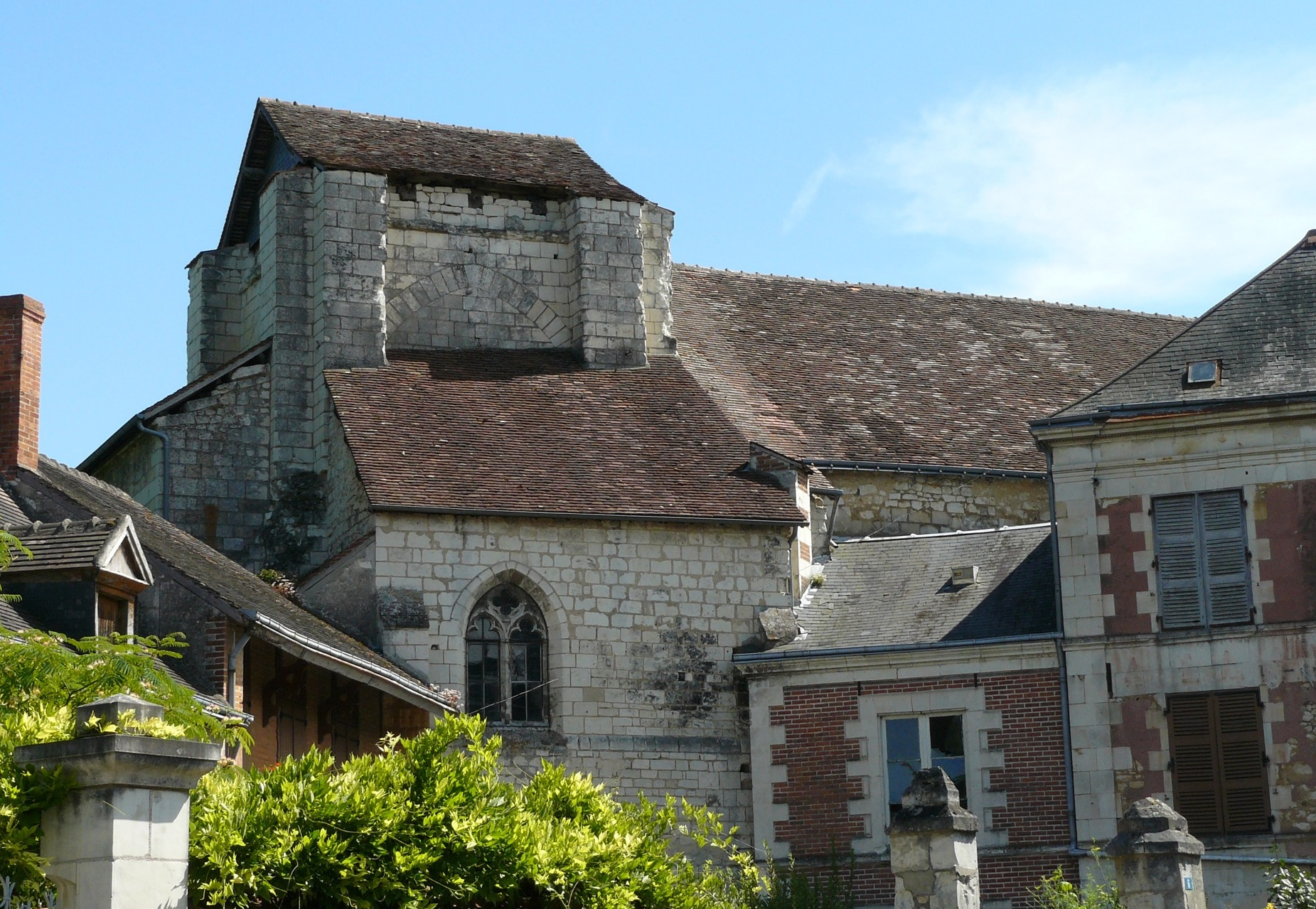
Église Notre-Dame-des-Échelles.
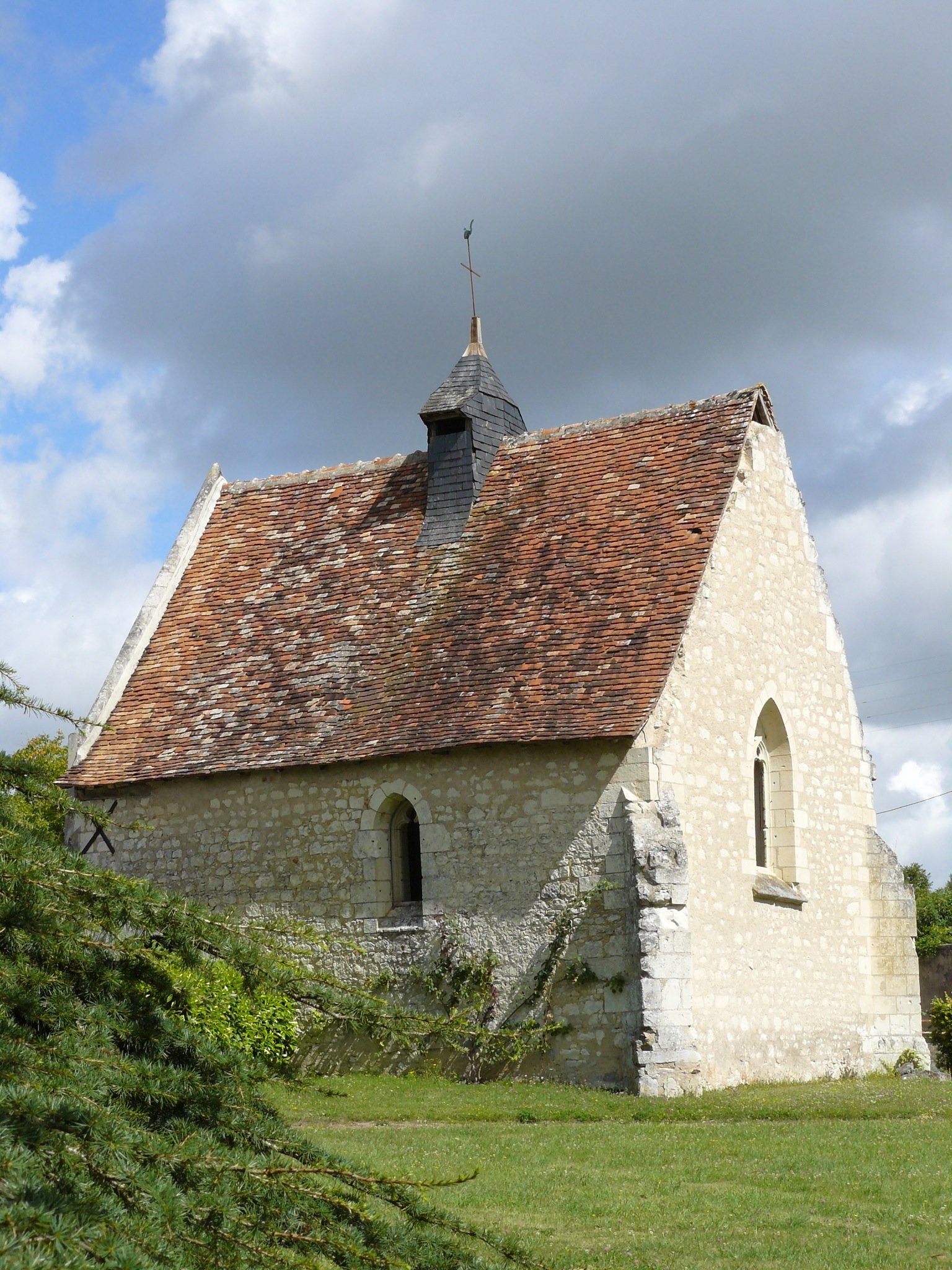
Chapelle de Tous-les-Saints.

### Jumelages
Preuilly-sur-Claise n'a pas développé d'associations de jumelage.

## Personnalités liées à la commune
- Geoffroy III de Preuilly, partit en pèlerinage en Terre Sainte en 1098, à l'époque de la Première Croisade. Il perdit la vie lors de la bataille de Rames (Palestine) en 1103[60]. Cela lui valut le surnom de Jourdain.
- Pierre Frotier (1390-1459), baron de Preuilly, compagnon d'armes de Charles VII, inhumé en l'abbaye de Preuilly.
- Jeanne, princesse de Valois, (1443-1467), fille légitimée du roi Charles VII et de sa favorite, Agnès Sorel, élevée au château de Preuilly. Mariée à Antoine de Bueil en 1461[61].
- Joachim Périon (1498 ou 1499 - 1559) est un humaniste, philologue et traducteur français du XVIe siècle, dont la famille est originaire de Preuilly et Chaumussay (le lieu précis de sa naissance est l'objet de controverse)[62]. Ce moine bénédictin fut prieur de l'abbaye de Cormery[63].
- Joseph Juste Scaliger (1540-1609), humaniste et philologue, précepteur des enfants de Louis Chasteigner au château de Preuilly entre 1590 et 1593[64].
- César de Vendôme (1594-1665), fils naturel d'Henri IV et de Gabrielle d'Estrées, devenu baron de Preuilly par décret royal (1607-1614).
- L'abbé Antoine Goüin, curé de Saint-Mélaine à Preuilly, qui fonda la chapelle de Notre-Dame-de-la-Paix-de-Chantereine en 1674[65].
- Louis IV de Crévant d'Humières (1628-1694), baron de Preuilly. Il est fait maréchal de France en 1668.
- Anne Dacier (1645-1720), philologue et traductrice française, passa trois ans de sa petite enfance à Preuilly.
- Louis Nicolas Le Tonnelier de Breteuil (1648-1728), officier de la maison du Roi sous Louis XIV, introducteur des ambassadeurs, baron de Preuilly.
- François-Victor Le Tonnelier de Breteuil (1686-1743), baron de Preuilly, ministre de la Guerre sous Louis XV[66].
- Pierre Suzor (1733 -1801), évêque constitutionnel d'Indre-et-Loire en 1791.
- Louis François Alexandre d'Harambure (1742-1828), député de la noblesse aux États Généraux de 1789, général de la Révolution.
- Pierre Nioche (1820-1902) avocat et homme politique de la IIIe République, sénateur d'Indre-et-Loire de 1888 à sa mort à Preuilly en 1902.
- Jacques-Xavier Carré de Busserolle (1823-1904), écrivain et historien né à Preuilly, auteur du Dictionnaire géographique, historique et biographique d'Indre-et-Loire et de l'ancienne province de Touraine publié entre 1878 et 1884.
- Edmond Grasset (1852-1880), sculpteur de Preuilly, né à Boussay, prix de Rome de sculpture en 1878.
- Robert-Adrien Delétang (1874-1951), artiste peintre né à Preuilly, auteur du tableau « Danse espagnole » (ou « Fandango »).
- Léon Georget (1879-1949), né à Preuilly, coureur cycliste ayant participé à quatre reprises au Tour de France entre 1903 et 1908, vainqueur de l'épreuve d'endurance cycliste du Bol d'or à neuf reprises entre 1903 et 1919.
- Camille Fily (1887-1918), né à Preuilly, coureur cycliste ayant participé à deux reprises au Tour de France, en 1904 et 1905, surnommé "le gosse lochois". Il meurt sur le front en Belgique, le 11 mai 1918.
- Jean Dufy (1888-1964) a séjourné à Preuilly entre 1939 et 1948, ce qui lui inspira plusieurs œuvres (La maison Perrier, scène villageoise, place de l'Abbaye, vue du château du Lion...). Le peintre s'installe à Boussay à compter de 1949, où il meurt en 1964. Son épouse Ismérie Coutut est née à Preuilly en 1899. Ils se sont mariés le 30 décembre 1922 à Paris.
- Marcel Carpentier (1895-1977), fils d'instituteurs de Preuilly, né dans la commune, Saint Cyrien ayant participé à la Première Guerre Mondiale, puis Général au cours de la Seconde Guerre Mondiale, il est démis de son poste lors de la Guerre d'Indochine (1951). Il prend alors des fonctions dans le commandement des Forces Alliées en Europe, aux côtés du Général Eisenhower. Il est titulaire de la Grand Croix de la Légion d'Honneur.
- Guy de la Mothe (1903-1985), poète naturaliste et chroniqueur, écrivain régionaliste, éditeur, né à Preuilly, prix national de poésie Francis Jammes en 1963[67].
- Jean Multon (1908-1946), Résistant du groupe Combat en 1942, puis traître à la Résistance intérieure française à compter d'avril 1943, il devient alors agent de la Gestapo. Il est condamné à mort et fusillé au fort de Montrouge le 10 septembre 1946.
- Martin Lévrier (30 octobre 1962-), est un homme politique français. Elu sénateur, la République en Marche, des Yvelines le 24 septembre 2017, membre de la commission des Affaires Sociales, de la délégation aux entreprises. Chevalier dans l'ordre des Palmes académiques. Secrétaire général du lycée général et technologique Notre-Dame du Granchamp à Versailles, jusqu'à son élection. Elève de l'école Notre-Dame (1966-1976) à Preuilly-sur-Claise.
- Stéphane Béchy (1963-), musicien, claveciniste et organiste, concertiste international, élève de l'école Notre-Dame de 1968 à 1976.